# Le Vésinet
Le Vésinet est une commune française située à l'est du département des Yvelines en région Île-de-France.
Officiellement érigée en commune autonome le 31 mai 1875, elle présente la particularité d'être née d'un des premiers lotissements créés en région parisienne à la fin du XIXe siècle.
C'est une commune résidentielle de l'ouest parisien s'ordonnant autour de parcs, lacs et rivières artificiels, desservie par des artères vertes aux arbres plus que centenaires.
Ses résidents sont appelés Vésigondines et Vésigondins.

## Géographie

### Localisation
La commune du Vésinet se trouve au milieu d'un méandre de la Seine, sans accès au fleuve, à 19 kilomètres à l'ouest de Paris et à quatre kilomètres à l'est de Saint-Germain-en-Laye. Les communes limitrophes sont Chatou à l'est, Croissy-sur-Seine au sud, Le Pecq à l'ouest et au nord, Montesson au nord.
Le territoire est constitué par une plaine alluviale s'étageant entre 28 mètres (au niveau du rond-point du Pecq) et 45 mètres d'altitude (à l'extrémité est de la route de Montesson), en légère pente du nord-est vers le sud-ouest.

### Communes limitrophes
Le Vésinet a été créée par prélèvement de territoires sur Chatou à l'est, Croissy-sur-Seine au sud, Le Pecq à l'ouest, Montesson La Borde au nord.
| Montesson         | Montesson         | Chatou            |
| Le Pecq           | Vésinet           | Chatou            |
| Croissy-sur-Seine | Croissy-sur-Seine | Croissy-sur-Seine |

### Climat
Pour des articles plus généraux, voir Climat de l'Île-de-France et Climat des Yvelines.
En 2010, le climat de la commune est de type climat océanique dégradé des plaines du Centre et du Nord, selon une étude du CNRS s'appuyant sur une série de données couvrant la période 1971-2000. En 2020, Météo-France publie une typologie des climats de la France métropolitaine dans laquelle la commune est dans une zone de transition entre le climat océanique et le climat océanique altéré et est dans la région climatique Sud-ouest du bassin Parisien, caractérisée par une faible pluviométrie, notamment au printemps (120 à 150 mm) et un hiver froid (3,5 °C).
Pour la période 1971-2000, la température annuelle moyenne est de 11,7 °C, avec une amplitude thermique annuelle de 14,8 °C. Le cumul annuel moyen de précipitations est de 644 mm, avec 10,6 jours de précipitations en janvier et 8 jours en juillet. Pour la période 1991-2020, la température moyenne annuelle observée sur la station météorologique la plus proche, située sur la commune de Toussus-le-Noble à 16 km à vol d'oiseau, est de 11,5 °C et le cumul annuel moyen de précipitations est de 677,0 mm,. Pour l'avenir, les paramètres climatiques de la commune estimés pour 2050 selon différents scénarios d'émission de gaz à effet de serre sont consultables sur un site dédié publié par Météo-France en novembre 2022.

## Urbanisme

### Typologie
Au 1er janvier 2024, Le Vésinet est catégorisée grand centre urbain, selon la nouvelle grille communale de densité à sept niveaux définie par l'Insee en 2022.
Elle appartient à l'unité urbaine de Paris, une agglomération inter-départementale regroupant 407  communes, dont elle est une commune de la banlieue,,. Par ailleurs la commune fait partie de l'aire d'attraction de Paris, dont elle est une commune du pôle principal,. Cette aire regroupe 1 929 communes,.

### Habitat et logement
En 2019, le nombre total de logements dans la commune était de 7 387, alors qu'il était de 7 239 en 2014 et de 7 335 en 2009.
Parmi ces logements, 88,7 % étaient des résidences principales, 2,7 % des résidences secondaires et 8,6 % des logements vacants. Ces logements étaient pour 45,4 % d'entre eux des maisons individuelles et pour 53,1 % des appartements.
Le tableau ci-dessous présente la typologie des logements au Le Vésinet en 2019 en comparaison avec celle des Yvelines et de la France entière. Une caractéristique marquante du parc de logements est ainsi une proportion de résidences secondaires et logements occasionnels (2,7 %) supérieure à celle du département (2,6 %) mais inférieure  à celle de la France entière (9,7 %). Concernant le statut d'occupation de ces logements, 68,6 % des habitants de la commune sont propriétaires de leur logement (64,1 % en 2014), contre 58,6 % pour les Yvelines et 57,5 pour la France entière.
| Typologie                                               | Le Vésinet | Yvelines | France entière |
| ------------------------------------------------------- | ---------- | -------- | -------------- |
| Résidences principales (en %)                           | 88,7       | 91       | 82,1           |
| Résidences secondaires et logements occasionnels (en %) | 2,7        | 2,6      | 9,7            |
| Logements vacants (en %)                                | 8,6        | 6,4      | 8,2            |

La commune est une ville résidentielle. Selon plusieurs palmarès, Le Vésinet est une des villes regroupant le plus d'expatriés et la plus chère de l'immobilier d'Île-de-France avec un prix médian des maisons de 1 000 000 €.
La commune ne respecte pas ses obligations instituées par l'article 55 de la loi SRU de 2000, qui lui font obligation de disposer d'au moins 25 % de logements sociaux, alors qu'elle n'en a que 12,2 % en 2021,. Elle est donc placée en état de carence et les permis de construire sont donc délivrés par le préfet.

### Voies de communication et transport

#### Voies routières
Les communications sont assurées par quatre grands axes rayonnant à partir de la place de la République située sur l'emplacement de l'étoile forestière : la route de Sartrouville (RD 121) en direction du nord, la route de Montesson (RD 311) en direction du nord-est, le boulevard Carnot (RD 186) en direction de l'est et la route de Croissy (RD 121) en direction du sud-est. Le boulevard Carnot relie le pont du Pecq au pont de Chatou et constitue l'artère principale de la commune.
La commune est reliée à l'A86 via le pont de Chatou et à l'A13, échangeur de Rocquencourt via Saint-Germain-en-Laye (RN13).
Le stationnement va de payant en cœur de ville (géré par une socité privée, avec 1/2h gratuite et possibilité d'un abonnement mensuel) à limité à 4 h (par affichage d'un disque de stationnement), les résidents étant identifiés par une carte délivrée par la mairie.

#### Transport en commun
Le Vésinet est desservie par deux stations du RER A : Le Vésinet-Centre et Le Vésinet - Le Pecq, qui la relient à Paris via La Défense et à Saint-Germain-en-Laye.
Elle dispose également de gares de bus dans les deux stations du RER assurant les liaisons avec les gares de Sartrouville, Houilles-Carrières, le Pecq (Vignes-Benettes, Mexique) et Chatou.
Avec un arrêt boulevard Carnot, au niveau de l'avenue Georges Bizet, elle est desservie par la ligne RATP du Noctilien Paris / Saint-Germain-en-Laye.

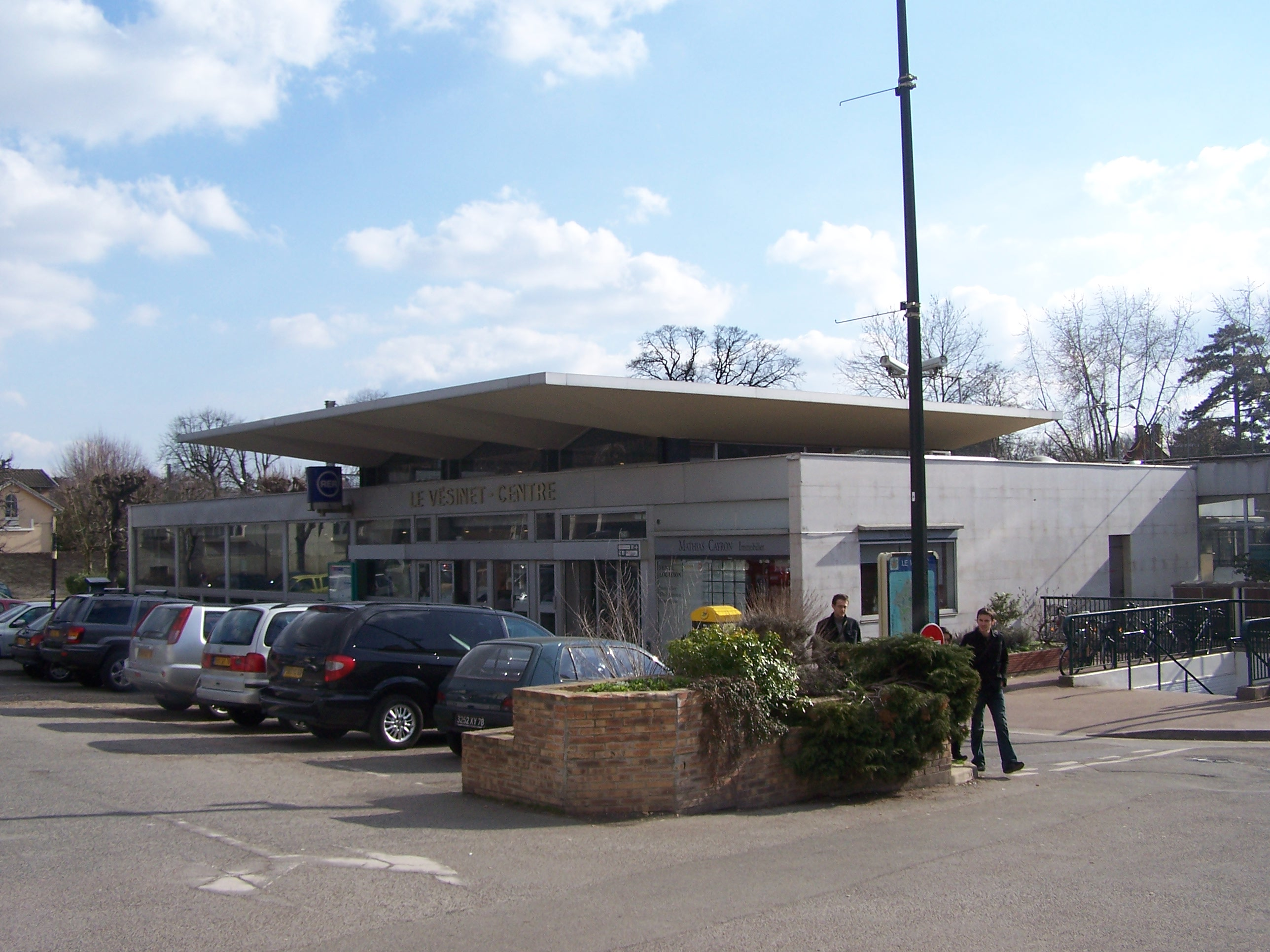
La gare du Vésinet - Centre.
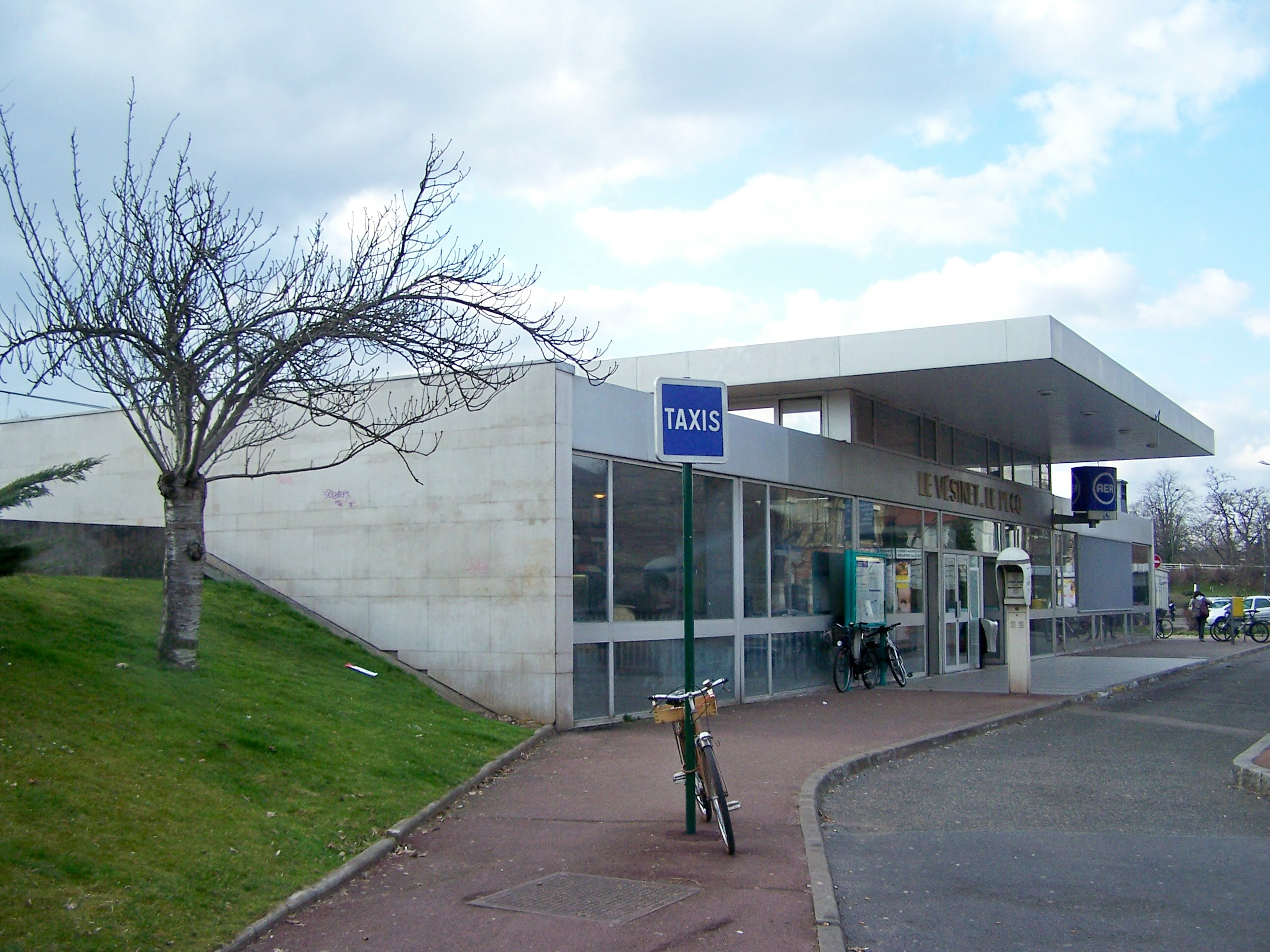
La gare du Vésinet - Le Pecq.
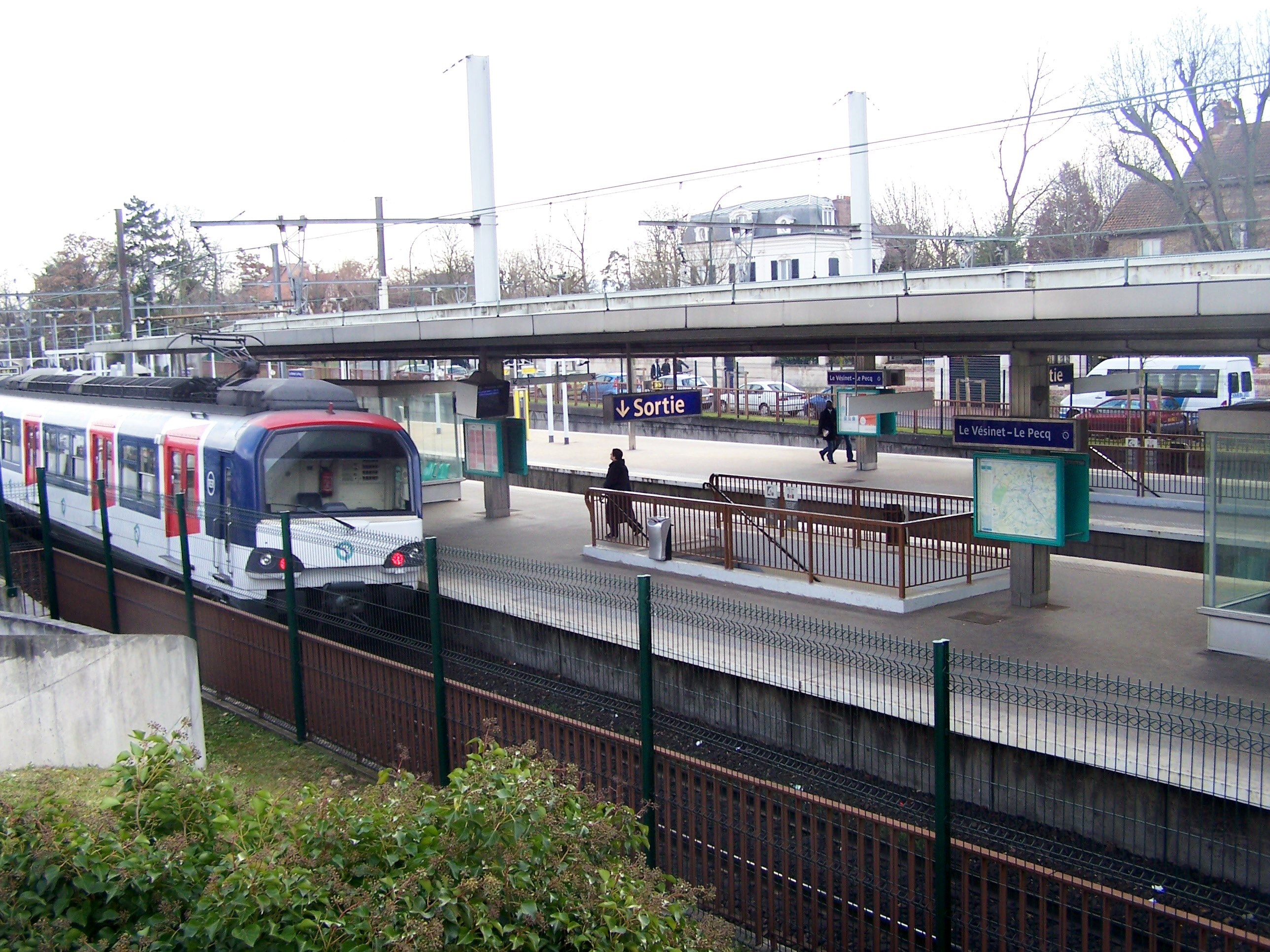
La gare du Vésinet - Le Pecq.

Entre le 13 octobre 2022 et le 30 juin 2023, une ligne de mini-bus électrique a été expérimentée entre le centre et le sud de la commune. Mais, après 8 mois d’exploitation, malgré une campagne d’information et de communication, il a été constaté que la fréquentation était insuffisante. Île-de-France Mobilités a donc mis fin à l’expérimentation.

#### Transport actif
Le Vésinet a des dénivelés faibles et un site patrimonial rendant la ville particulièrement praticable à pied et à vélo.
Le Vésinet est parcouru par des sentiers piétonniers qui serpentent le long des pelouses et lacs. La traversée piétonne de sa voie la plus passante, le boulevard Carnot (RD 186), a été sécurisée. La voie assurant le tour des Ibis est réservée aux piétons et véhicules non motorisés depuis 2021.
La voirie communale est limitée à 30 km/h depuis le 1er janvier 2023. Elle est aussi interdite aux véhicules de plus de 3,5 t sauf desserte et livraison locales.
Les quatre voies départementales (Carnot, Croissy, Sartrouville, Montesson) sont limitées à 50 km/h. Depuis le 28 avril 2025, deux sections du boulevard Carnot à proximité des établissements scolaires sont aussi limitées à 30 km/h. 
La ville a adopté une signalétique de voies partagées entre automobiles et vélo sur les quelques axes secondaires et a balisé plusieurs double-sens cyclables.
Seule la RD 121 (route de Croissy) est pourvue d'une piste cyclable, réalisée dans le cadre du Plan Vélo 2019-2026 de la CASGBS. La RD 186 (boulevard Carnot) est un axe du réseau cyclable régional, le VIF, mais son aménagement, prévu par le département des Yvelines en 2023, a finalement été suspendu. La RD 311 doit également être aménagée dans le cadre du plan vélo 2019-2026 de la CASGBS.
Il est prévu depuis de nombreuses années le réaménagement du carrefour de la République (dit "rond-point du Pecq") par le Conseil départemental. Ce projet a été évoqué plusieurs fois par les différentes municipalités mais sans qu'aucune date ne soit arrêtée.

##### Intermodalité
La ville dispose de grands parkings vélos sécurisés aux abords des deux gares de RER ainsi que d'une gare routière au Vésinet/Le Pecq.
Le vaste parking voiture payant, rue Alexandre Dumas, à côté de la gare, géré par la RATP, a été fortement endommagé en mars 2023 et fermé. Au printemps 2025, il est toujours interdit.

## Toponymie
La mention du Vésinet apparaît pour la première fois dans une charte de 704, du roi Childebert III sous l'appellation Visinolium, vesiniolum, visiniotum,, Visiniolo en 768,.
Selon Dauzat, le nom « Vésinet » viendrait du latin vicinicum et signifierait « hameau ». Mais l'origine est visiniolum « lieu voisin ». Cette seconde hypothèse est plus probante, car au moment de la rédaction des documents les plus anciens, entre le VIIIe et le IXe siècle, lorsque apparaissent les mots visiniolum et visiniolo, il n'y a pas encore de hameau, mais seulement une terre, un bois qui est cédé à Alpicum (Le Pecq) en sous-fief. C'est une réserve de bois pour le modeste prieuré qui s'établit au Pecq et pour les quelques dizaines de familles qui se serrent autour du petit oratoire en bois de Saint-Wandrille, sur la rive gauche de la Seine,.

## Histoire

### Moyen Âge
Dans une charte de 704, le roi Childebert III octroie la terre du Pecq et son annexe Le Vésinet aux moines de l'abbaye de Fontenelle devenue Saint-Wandrille au XIIe siècle.
Le territoire actuel du Vésinet est alors recouvert par une forêt, une partie de l'ancienne forêt d'Yveline, acquise par le roi François Ier au XVIe siècle et restant longtemps un domaine de chasse de la couronne.
Du Moyen Âge au règne de Louis XIV, la forêt a mauvaise réputation ; cela n'empêche cependant pas Louis XIV d'y chasser au vol.

### Temps modernes

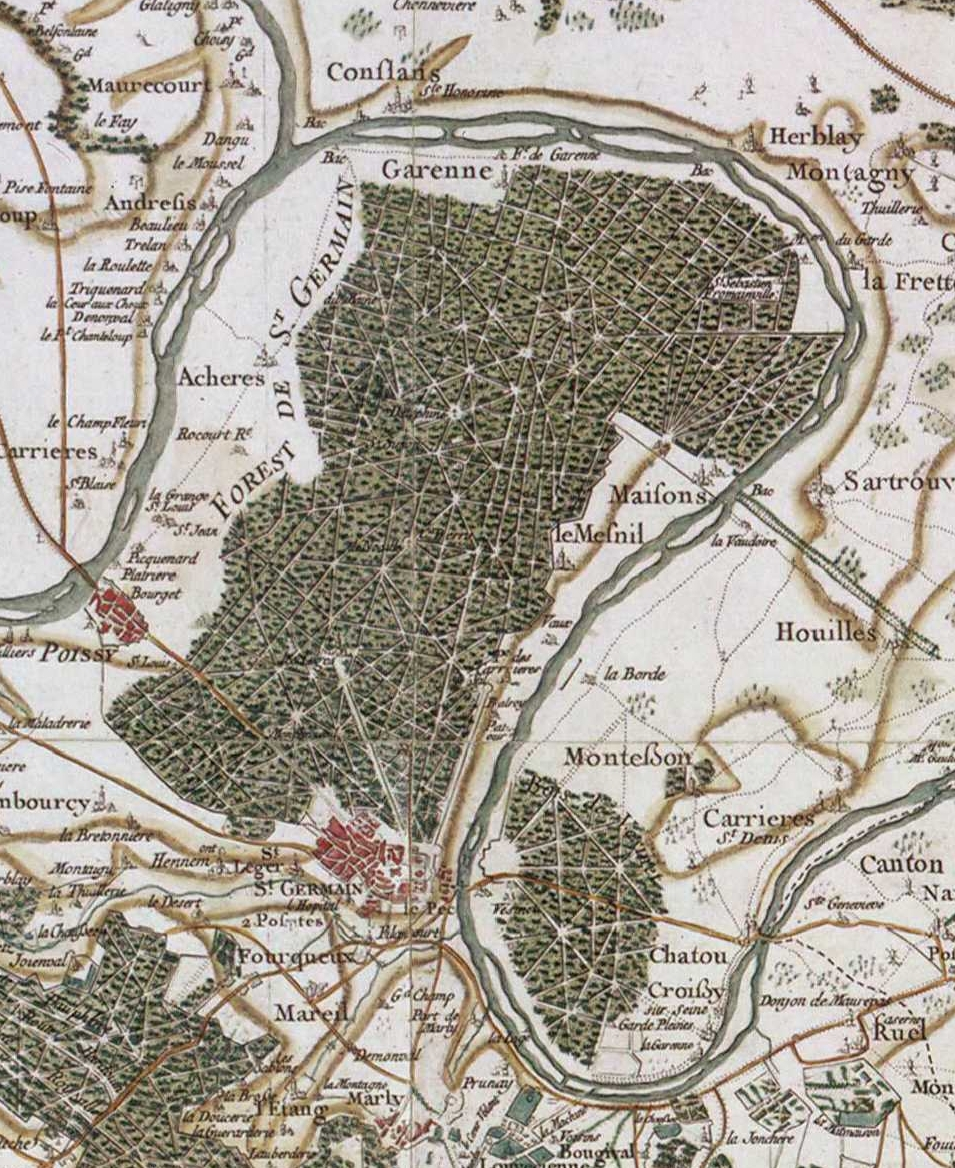
La forêt du Vésinet dans une boucle de la Seine vers 1780 (carte de Cassini).

Le cardinal de Noailles fait défricher la forêt et y bâtit des maisons et une chapelle pour les cultivateurs.
Le Vésinet est un hameau de Chatou avant 1726, puis du Pecq entre 1726 et 1874.

### Révolution française et Empire
Sous la Révolution, le 20 frimaire an II (soit le 10 décembre 1793), ce territoire est partagé entre les nouvelles communes de Croissy (qui en récupère 120 hectares), Chatou (138 hectares), Montesson (53 hectares et demi) et Le Pecq (97 hectares). Le territoire du Pecq a désormais un pied sur la rive droite de la Seine.

### Époque contemporaine
La ligne de train et l'ancienne gare

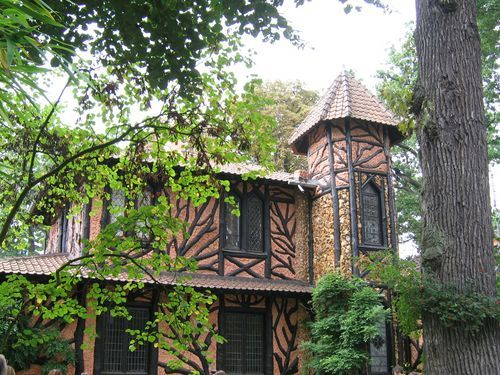
Wood Cottage, boulevard des États-Unis.

En 1837, la nouvelle ligne de chemin de fer de Paris-Saint-Lazare au Pecq est inaugurée. Le train ne pouvant franchir le dénivelé jusqu'à Saint-Germain-en-Laye, la gare se situe sur la commune du Pecq, sur la rive droite de la Seine, au pied du pont dit « pont du Pecq », reconstruit en 1963 et baptisé « pont Georges Pompidou » en 1996 . Grâce à un chantier pour un programme immobilier (sur le terrain de l'ancienne concession Toyota), des vestiges de cette gare ont été découverts début 2017.
En 1848, la construction d'un viaduc enjambant la Seine et la création d'un train dit « atmosphérique », permet le prolongement de la ligne jusqu'à Saint-Germain-en-Laye ; ce train subit un accident dans la gare du Vésinet le 6 septembre 1858, qui fait trois morts et 35 blessés.
Le tracé de la ligne étant modifié pour se raccorder avec le viaduc, cette première gare est abandonnée et, en 1862, une deuxième gare est ouverte, 1 km en amont. Située sur la commune du Vésinet, cette nouvelle gare s'appelle « Le Vésinet-Le-Pecq » pour la distinguer de la gare Vésinet-centre. En 1955, un nouveau bâtiment voyageurs est construit rue Watteau 50 mètres plus loin, sans détruire le précédent bâtiment ; après avoir servi de bureau de vente pour la SNCF,il a été désaffecté vers 2009, en attente d'une réhabilitation lourde après un effondrement et d'une destination non encore définie.
La ligne devient la ligne A du RER en 1972.

#### Création de la ville
En 1855, Napoléon III décrète qu'il sera bâti au sud du bois du Vésinet un asile pour les ouvriers convalescents ou mutilés dans le cours de leurs travaux. Le 29 septembre 1859, l'asile impérial du Vésinet est inauguré. C'est toujours actuellement un établissement de santé, propriété du département des Yvelines.
Par ailleurs, Henri Place, banquier, possède de nombreux espaces boisés dans la région de Saint-Germain-en-Laye et Marly. Sa gestion de la banque donne des signes de fragilité, et le duc de Morny, demi-frère de Napoléon III, est inquiet pour les deux millions qu'il y a déposés.
Le duc de Morny (ou l’un de ses proches) a l’idée de provoquer l’échange de la plaine dite « de la Jonction » située entre Saint-Germain-en-Laye et Marly pour agrandir la chasse de l’État, contre les bois du Vésinet situés sur quatre communes et peu propres à la chasse mais qui peuvent être d’un excellent rapport pour les créanciers du banquier. Pour diriger l’opération Morny pense à Alphonse Pallu, dynamique industriel installé en Auvergne, mais aussi maire de Pontgibaud et conseiller général du Puy-de-Dôme.
Le contrat provisoire d’échange est signé le 2 octobre 1855 entre Achille Fould, ministre des Finances, et Henri Place.
Le 24 mai 1856 est fondée la société Pallu et Cie, dont l'objectif est d'urbaniser la forêt du Vésinet afin de fonder une ville nouvelle. Le gérant est Alphonse Pallu, associé à Morny, à l'origine également de l'urbanisation de Deauville et Biarritz. Est donc ainsi acté l’échange de terrains avec Napoléon III, troquant 321 ha de terrains situés entre les forêts de Saint-Germain-en-Laye et Marly, ce qui permet de réunir les terrains de chasse en un seul tenant contre 436 ha au Vésinet et 49 ha dans la forêt de Saint-Germain-en-Laye.
La création du plan de la ville est confiée au comte de Choulot suivant un plan de cité-jardin « à l'anglaise » avec un plan en damier pour le centre-ville, mais des voies courbes en second réseau de circulation ainsi que des coulées vertes accompagnées de rivières artificielles. Les travaux de défrichement, de terrassement, de création des réseaux de lacs et rivières, d'installation du réseau d'eau potable ainsi que les ouvrages d'art sont réalisés par Pierre-Joseph Olive, architecte attitré de la société Pallu.
Choulot et Olive cosignent la vue cavalière du Vésinet datée de 1858. Comme le veut la tradition, le centre-ville comporte une église, Sainte-Marguerite, conçue par les architectes Louis Auguste Boileau et Louis Gilbert, l'un des premiers bâtiments publics réalisés en béton en France. Elle est consacrée le 2 juillet 1865.
La société Pallu aménage ce qui va devenir un des tout premiers lotissements de France et la vente par adjudication des premiers lots commence le 10 octobre 1858. Des affiches sont éditées pour promouvoir le caractère de villégiature de la ville et attirer ainsi les bourgeois parisiens : prendre le train à partir de la gare Saint-Lazare pour s'y rendre est très prisé. Le pont en bois du Pecq ne permettant pas le passage du train, une diligence (patache) permet aux promeneurs de se rendre ensuite à Saint-Germain-en Laye avec sa forêt, ses terrasses et son château.
En 1858, un cahier des charges est établi et modifié en septembre 1865 et mai 1869. Il fixe les règles auxquelles doivent se conformer les acquéreurs pour préserver le caractère résidentiel du lotissement. En particulier, sont interdites toutes les activités industrielles ; seuls sont autorisés à s'installer « les commerces, métiers et industries utiles aux constructions ou aux besoins domestiques pourront seuls s'établir [...] sur ceux des lots seulement qui seront spécialement indiqués à cet effet par MM. Pallu et Cie. » Les jardiniers et fleuristes sont libres de s'installer où bon leur semble.
C'est l'un des premiers règlements d'urbanisme établis en France dont les grandes notions ont été conservées dans le PLU.
En 1866, est installé un champ de courses autour de l'actuel Grand Lac, appelé aussi lac des Ibis (appelé à l'époque « lac du Champ de Courses »),,.
Le 31 mai 1875, le Vésinet est érigée en commune autonome. Alphonse Pallu en est le premier maire.
En 1934, la plus grande partie des pelouses et des rivières sont classées ou inscrites à l'inventaire des sites pittoresques protégés.

#### Le Tour de France
Le Tour de France part du Vésinet en 1925 puis, chaque année, de 1927 à 1939 inclus. Le démarrage de l'épreuve se fait à Paris, à proximité de l'Étoile, mais le départ réel est donné au Vésinet et parfois de nuit, vers deux ou trois heures du matin. L'organisateur du départ est Julien Rudolphe, coureur sur piste, cycliste de demi-fond d'avant la Première Guerre mondiale. En 1917, il installe au Vésinet son atelier et son magasin de construction et de réparation de cycles dans l'immeuble qu'il fait construire au 15 bis boulevard Carnot, bâtiment qui appartient maintenant à la Ville. Une plaque commémorative est posée sur la façade.

#### Seconde Guerre mondiale
La ville est bombardée notamment trois fois :
- par les Allemands le 3 juin 1940, au moins une victime ;
- par les Britanniques le 3 mars 1942, deux ou trois morts, quinze blessés ;
- par les Américains le 1er juin 1944, trois ou quatre morts.

André Douminjou est fusillé par les Allemands le 21 août 1944 au Vésinet lors d'une prise d'otages devant le café de la Mairie, boulevard Carnot.

#### L'après-guerre
En 1970, l'ensemble des secteurs résidentiels d'habitations individuelles de la commune est à son tour inscrit à l'inventaire des sites pittoresques du département des Yvelines. Enfin, en 1983 est classé l'ensemble des lacs, rivières, pelouses, coulées et autres espaces verts publics.

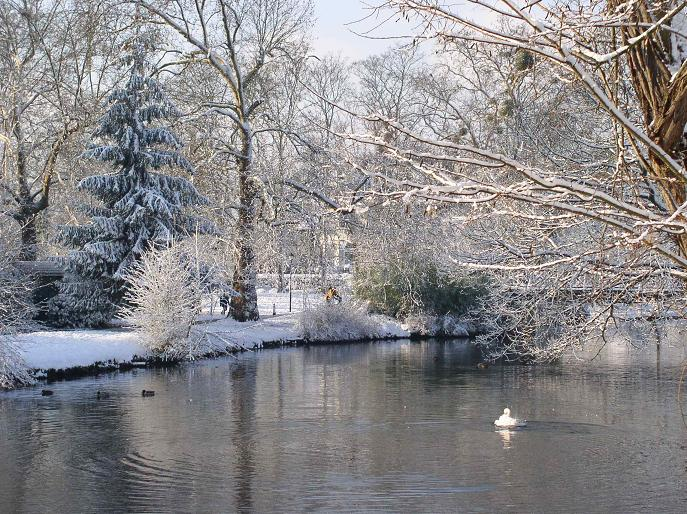
Le lac des Ibis.

Le lac des Ibis (ou Grand Lac ou lac du Champ de Courses) est acheté par la ville en 1914. Les quatre autres lacs et les rivières qui les relient, relevant d'un traité de concession conclu entre la Lyonnaise des Eaux et la ville (en 1949, renouvelé en 1974), sont intégrés au domaine public plus tard, en 2005[réf. nécessaire].
Cet ensemble de mesures de protection permet au Vésinet de demeurer l'exemple unique en France de « ville-parc ». Par ailleurs, depuis 1997, Le Vésinet bénéficie de la distinction suprême des Quatre Fleurs au Concours des villes et villages fleuris[réf. nécessaire].

## Politique et administration

### Rattachements administratifs et électoraux
Antérieurement à la loi du 10 juillet 1964, la commune faisait partie du département de Seine-et-Oise. La réorganisation de la région parisienne en 1964 fit que la commune appartient depuis au département des  Yvelines et à son arrondissement de Saint-Germain-en-Laye, après un transfert administratif effectif au 1er janvier 1968.
Pour l'élection des députés, la commune fait partie depuis 1988 de la cinquième circonscription des Yvelines.
De sa création en 1875 à 1964, la commune faisait partie du canton de Saint-Germain-en-Laye, année où elle rejoint le canton de Chatou. Lors de la mise en place du département des Yvelines, elle devient en 1967 le chef-lieu du canton du Vésinet. Dans le cadre du redécoupage cantonal de 2014 en France, elle réintègre le canton de Chatou, dans une composition redéfinie.

### Intercommunalité
La commune était membre fondateur de la communauté de communes de la Boucle de la Seine, créée fin 2004 et qui s'est transformée ultérieurement en communauté d'agglomération sous le nom de la communauté d'agglomération de la Boucle de la Seine.
Dans le cadre de la mise en œuvre de la loi MAPAM du 27 janvier 2014, qui prévoit la généralisation de l'intercommunalité à l'ensemble des communes et la création d'intercommunalités de taille importante en Île-de-France, capables de dialoguer avec la métropole du Grand Paris, cette intercommunalité fusionne avec ses voisines pour former, le 1er janvier 2016, la communauté d'agglomération Saint Germain Boucles de Seine, dont la commune est membre.

### Tendances politiques et résultats
Au second tour des élections municipales de 2014 marqué par une quadrangulaire, la liste menée par Bernard Grouchko  (DVD) remporte la majorité des voix avec 36,94 % des suffrages exprimés, suivi par la liste de Philippe Bastard De Crisnay (DVD, 24,15 %), celle de Stanislas Chesnais  (DVD, 21,98 %) et celle d'André Michel (PS-PCF-EELV , 16,92 %)t.
Au second tour des élections municipales de 2020, quatre listes restent à nouveau en présence. Celle de Bruno Coradetti, investi par LREM, qui obtient 32,53 % des suffrages exprimés (22 élus), suivi par celles de Thibault Gripoix (LR), 31,64 % (5 élus), celle du maire sortant Bernard Grouchko (DVD), 18,31 % (3 élus) et celle de François Bonnin : 17,50 % (3 élus)

### Politique locale
Après avoir eu deux maires en 43 ans entre 1965 et 2008 - à savoir Alain Jonemann (1919-1998) avec cinq mandats et Alain-Marie Foy avec deux mandats - la commune est marquée par une très forte instabilité politique avec quatre maires élus entre 2008 et 2014 dont trois ne sont pas parvenus au terme de leur mandat.
- Robert Varèse (1940-2024) (mandat de mars 2008 à janvier 2012) démissionne, officiellement pour raison de santé[41] ;
- Philippe Bastard de Crinay (janvier 2012-avril 2013) perd son poste après de nouvelles élections dues à sa mise en minorité par le conseil municipal[42] ;
- Didier Jonemann (avril 2013-avril 2014) voit son élection invalidée par le Tribunal de Versailles au vu de ses comptes de campagne[43] ;
- Bernard Grouchko, élu en mars 2014, mis en minorité au sein de sa majorité[44],[45] début 2018, annonce sa démission en mars 2018 avant de la retirer et de constituer une nouvelle alliance au sein du conseil municipal[46],[47],[48] avec une partie de ses anciens opposants, certains de ses anciens partisans rejoignant l'opposition.

Les conseils municipaux deviennent houleux et tendus.
Le 29 mars 2019, le conseil municipal rejette le projet de budget primitif 2019 présenté par le maire. Le préfet des Yvelines saisit la Chambre régionale des comptes Île-de-France (article L.1612-2 du code général des collectivités territoriales).
Le 24 mai 2019, la Chambre régionale des comptes procède à divers ajustements des dépenses et des recettes de la section de fonctionnement,.
Lors des élections municipales de 2020, la liste du maire sortant Bernard Groucko est largement battue par celle du LREM Bruno Coradetti.

### Liste des maires
| Période      | Période      | Identité                     | Étiquette                       | Qualité |
| ------------ | ------------ | ---------------------------- | ------------------------------- | --- |
| 1875         | 1879         | Alphonse Pallu               |                                 | Industriel |
| 1879         | 1887         | Jean Laurent                 |                                 | Commerçant (restaurateur) |
| 1887         | 1888         | Aimé Foucault                | Républicain radical             | Avoué |
| 1888         | 1892         | Alphonse Ledru               | Union républicaine (clérical)   | Avocat |
| 1892         | 1904         | Charles Drevet               | Union républicaine (clérical)   | officier d'académie |
| 1904         | 1908         | Gaston de Casteran           | Union républicaine              | Avocat |
| 1908         | 1919         | Gaston Rouvier               | Radical socialiste              | Journaliste, haut fonctionnaire |
| 1919         | 1929         | Camille Saulnier             | Radical socialiste              | |
| 1929         | 1934         | Henri Cloppet                | Union républicaine démocratique | Journaliste |
| 1934         | 1935         | Émile Aubrun                 |                                 | Négociant |
| 1935         | 1941         | Émile Thiébaut               |                                 | Commerçant (horticulteur, fleuriste) Démissionnaire |
| mai 1941     | 1944         | Georges Dessoudeix           |                                 | Journaliste, écrivain, critique littéraire Nommé conseiller départemental de Seine-et-Oise (1943 → 1944) Nommé par le Gouvernement de Vichy                                                                                            |
| octobre 1944 | 1945         | Max Boisville                |                                 | Électricien Membre du Comité de Libération du Vésinet Nommé par le préfet de la Libération |
| avril 1945   | 1953         | Jean-Marie Louvel,           | MRP                             | Polytechnicien Ministre de l'industrie et du commerce (1950 → 1954) Sénateur du Calvados (1959 → 1970) Député du Calvados (1945 → 1958) Maire de Caen (1959 → 1970)                                                                    |
| 1953         | 1965         | Marc Ferlet                  |                                 | Ingénieur |
| 1965         | 1995         | Alain Jonemann               | RI puis UDF-PR puis RPR         | Journaliste puis chef d'entreprise (transports) Député des Yvelines (5e circ) (1988 → 1993) Conseiller général du Vésinet (1967 → 1992) Vice-président du conseil général des Yvelines (1970 → 1992) Conseiller régional (1976 → 1986) |
| 1995         | 2008         | Alain-Marie Foy              | RPR puis UMP                    | Cadre de banque Président de la CC Boucle de la Seine (2005 → 2008) |
| 2008         | janvier 2012 | Robert Varèse                | UMP                             | Ingénieur civil du Génie maritime Vice-président de la CC Boucle de la Seine (2008 → 2012) Démissionnaire |
| janvier 2012 | avril 2013   | Philippe Bastard de Crisnay, | UMP                             | Chef d'une grande entreprise Vice-président de la CC Boucle de la Seine (2012 → ?) Mandat écourté à la suite de la démission de 11 conseillers municipaux                                                                              |
| avril 2013,  | avril 2014   | Didier Jonemann              | DVD                             | Médecin généraliste. Fils d'Alain Jonemann, maire de 1965 à 1995 Déclaré inéligible en mai 2014 à la suite du rejet de son compte de mandat de la municipale partielle d'avril 2013                                                    |
| avril 2014   | juillet 2020 | Bernard Grouchko             | DVD                             | Dirigeant de société Vice-président de la CA Saint Germain Boucles de Seine (2016 → 2020) |
| juillet 2020 | En cours     | Bruno Coradetti              | LREM puis Horizons              | Cadre commercial Vice-président de la CA Saint Germain Boucles de Seine (2020 → ) |

### Distinctions et labels
Site résidentiel partiellement classé pour ses espaces verts dès 1934, Le Vésinet, ville-parc conçue par le comte de Choulot est protégée au titre des monuments historiques (loi de 1913) et des sites (loi de 1930). Elle est devenue Site patrimonial remarquable (SPR) en 2018. Seul 20 % de sa surface n'est pas classée (secteur Princesse). Sont classés les lacs, rivières, pelouses ou coulées vertes et même la route royale (Bd Carnot) pour la perspective depuis la terrasse de Saint-Germain.
Plusieurs de ses maisons sont remarquables, près d'une centaine figurent à l'inventaire des Monuments et richesses artistiques du ministère de la Culture et cinq édifices sont classés ou inscrits à l'inventaire supplémentaire des monuments historiques.
478 arbres remarquables ont également été classés au PLU de 2014, sur les 40 000 que compte la commune. Plusieurs chênes sont âgés de plus de 250 ans.
La commune dispose de trois fleurs au Concours des villes et villages fleuris. 

### Jumelages
- Oakwood (États-Unis) depuis 1972
- Outremont (Canada) depuis 1975
- Unterhaching (Allemagne) depuis 1978
- Worcester (Royaume-Uni) depuis 1994
- Villanueva de la Cañada (Espagne) depuis 2006

#### Pacte d’amitié
- Hunters Hill (Australie) depuis 1998

## Équipements et services publics

### Enseignement
Enseignement public[réf. nécessaire]

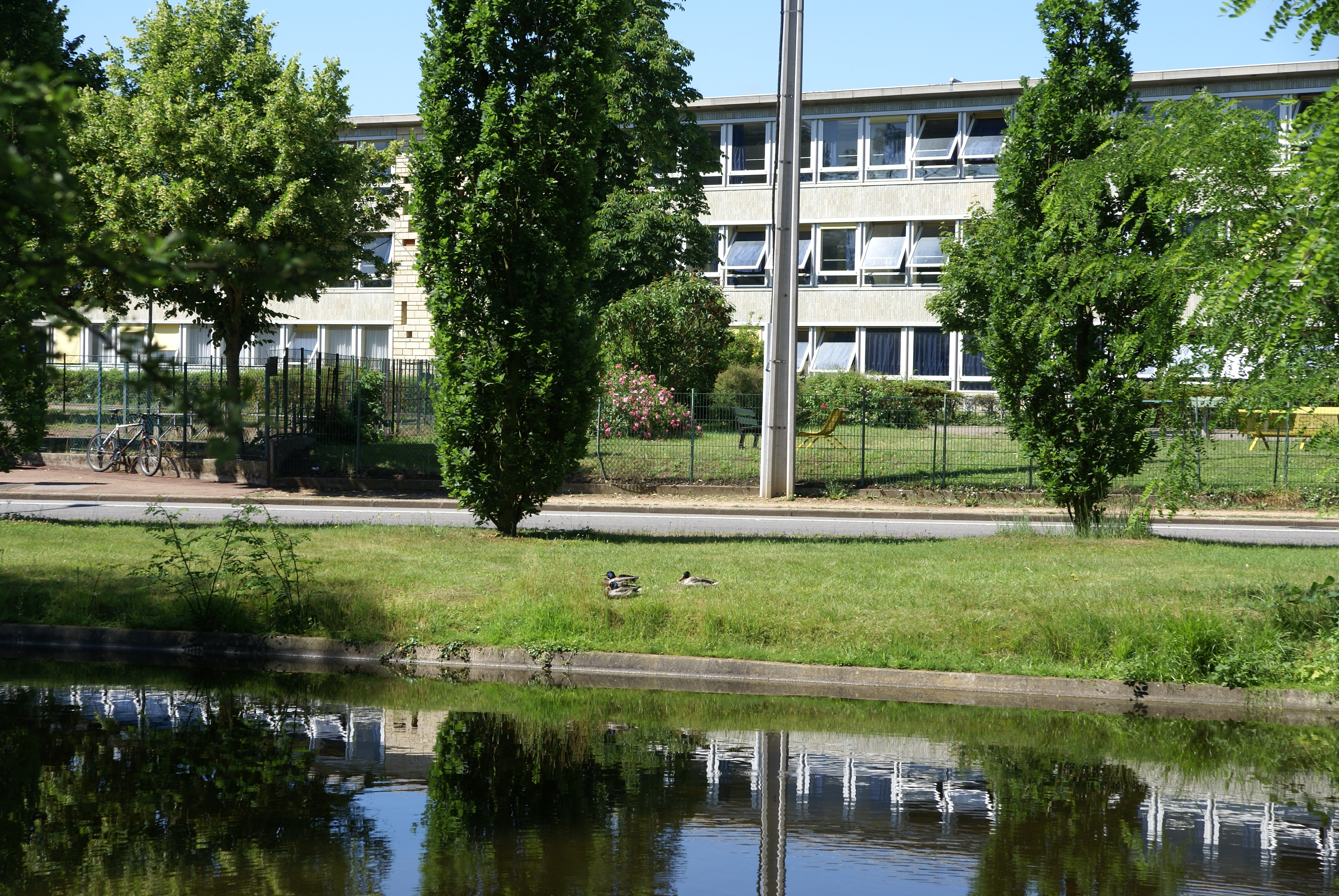
Le lycée Alain, vue du côté de la route de Croissy.

- Cinq écoles maternelles : Centre, Charmettes, la Borde, Princesse, les Cygnes
- Quatre écoles élémentaires : Merlettes, Pallu, Pasteur, Princesse
- Un collège : Le Cèdre
- Un lycée d'enseignement général : Alain (pseudonyme de l'écrivain Émile Chartier, qui habita le Vésinet jusqu’à sa mort en 1951)

Enseignement privé sous contrat[réf. nécessaire]
- L'école Saint-Charles (élémentaire) (Fondation des Orphelins apprentis d'Auteuil)
- L'ensemble scolaire Le Bon-Sauveur (de la maternelle au lycée)
- L’école Sainte-Odile (maternelle et élémentaire)
- L'école Sainte-Jeanne-d'Arc (maternelle et élémentaire)

Par ailleurs, la fondation des Orphelins Apprentis d'Auteuil, possède l'Institution Saint-Charles au 23 avenue de Lorraine.

### Petite enfance
Le Vésinet possède six crèches « multi-accueils », dont une crèche intercommunale partagée avec Chatou et Montesson.

### Personnes âgées
Il y a trois résidences-autonomie (ex-foyers-logements) (Jean Laurent, Sully et Pallu) et un Ehpad à l'hôpital du Vésinet, avenue de la Princesse.

## Population et société

### Démographie

#### Évolution démographique
L'évolution du nombre d'habitants est connue à travers les recensements de la population effectués dans la commune depuis 1872. Pour les communes de plus de 10 000 habitants les recensements ont lieu chaque année à la suite d'une enquête par sondage auprès d'un échantillon d'adresses représentant 8 % de leurs logements, contrairement aux autres communes qui ont un recensement réel tous les cinq ans,.

En 2022, la commune comptait 15 712 habitants, en évolution de −2,09 % par rapport à 2016 (Yvelines : +2,72 %, France hors Mayotte : +2,11 %).
| 1872  | 1876  | 1881  | 1886  | 1891  | 1896  | 1901  | 1906  | 1911  |
| ----- | ----- | ----- | ----- | ----- | ----- | ----- | ----- | ----- |
| 2 285 | 2 465 | 3 329 | 4 460 | 4 342 | 4 895 | 5 414 | 5 680 | 6 353 |

| 1921  | 1926  | 1931   | 1936   | 1946   | 1954   | 1962   | 1968   | 1975   |
| ----- | ----- | ------ | ------ | ------ | ------ | ------ | ------ | ------ |
| 7 610 | 9 405 | 11 222 | 11 712 | 13 020 | 15 665 | 17 964 | 18 459 | 17 986 |

| 1982   | 1990   | 1999   | 2006   | 2011   | 2016   | 2021   | 2022   | - |
| ------ | ------ | ------ | ------ | ------ | ------ | ------ | ------ | - |
| 17 272 | 15 945 | 15 921 | 16 419 | 15 929 | 16 047 | 15 646 | 15 712 | - |

#### Pyramide des âges
En 2018, le taux de personnes d'un âge inférieur à 30 ans s'élève à 35,0 %, soit en dessous de la moyenne départementale (38 %). À l'inverse, le taux de personnes d'âge supérieur à 60 ans est de 24,9 % la même année, alors qu'il est de 21,7 % au niveau départemental.
En 2018, la commune comptait 7 590 hommes pour 8 275 femmes, soit un taux de 52,16 % de femmes, légèrement supérieur au taux départemental (51,32 %).
Les pyramides des âges de la commune et du département s'établissent comme suit.
| Hommes | Classe d’âge | Femmes |
| ------ | ------------ | ------ |
| 1,1    | 90 ou +      | 2,0    |
| 7,6    | 75-89 ans    | 9,9    |
| 13,8   | 60-74 ans    | 15,4   |
| 22,1   | 45-59 ans    | 21,6   |
| 17,8   | 30-44 ans    | 18,7   |
| 16,5   | 15-29 ans    | 14,7   |
| 21,1   | 0-14 ans     | 17,8   |

| Hommes | Classe d’âge | Femmes |
| ------ | ------------ | ------ |
| 0,6    | 90 ou +      | 1,4    |
| 6      | 75-89 ans    | 7,8    |
| 13,5   | 60-74 ans    | 14,8   |
| 20,7   | 45-59 ans    | 20,1   |
| 19,6   | 30-44 ans    | 19,9   |
| 18,5   | 15-29 ans    | 16,8   |
| 21,2   | 0-14 ans     | 19,2   |

### Manifestations culturelles et festivités
La bibliothèque municipale est renommée en avril 2018 bibliothèque Marcel-Gotlib, du nom du dessinateur qui habita longtemps la commune.
Du 18 au 26 octobre 2019, pour commémorer les 150 ans de l'Asile, a lieu l'exposition « 1859 : inauguration de l’Asile impérial du Vésinet », dans la salle des spectacles de l’hôpital du Vésinet, organisée par la Société d’histoire du Vésinet et l’association historique La Mémoire de Croissy.
Du 5 au 16 novembre 2019 l'exposition est visible dans le foyer du Théâtre du Vésinet puis en janvier 2020 dans la chapelle Saint-Léonard de Croissy.

### Sports et loisirs
L'Union sportive du Vésinet (USV) est fondée dès 1922 pour pratiquer sur les pelouses du Vésinet.
Elle bénéficie des installations de trois gymnases et du stade des Merlettes, qui comprend un stade de football, une piste d'athlétisme, 14 courts de tennis dont 4 couverts et deux gymnases multi-sport (dojo, salles de danse et d'escrime). Les escrimeurs champions olympiques Brice Guyart et Astrid Guyart y ont été formés.
L'île des Ibis comprend un club de tennis privé pourvu de quatre courts en terre-battue.
Un stand de tir à l'arc a été construit pour les Jeux olympiques d'été de 2024.
Le Vésinet comprend en centre-ville le cinéma Jean-Marais, classé art et essai, un théâtre pourvu d'une salle de 811 places et la bibliothèque municipale Marcel-Gotlib.

## Économie

### Revenus de la population et fiscalité
En 2010, le revenu fiscal médian par ménage était de 56 706 €, ce qui place Le Vésinet au 71e rang parmi les 31 525 communes de plus de 39 ménages en métropole.
En 2012, la part des ménages fiscaux imposables est de 84,9 %.

### Emploi
En 2009, la commune du Vésinet fait partie de la zone d’emploi de Nanterre.
Recensement de 2006
La commune compte 4 727 emplois dont 4007 salariés (84,8 %)  et 720 non salariés (15,2 %). Ces emplois se répartissent massivement (4371 soit 92,7 %) dans le secteur tertiaire (administration, enseignement, santé, commerce, services, transports, immobilier).
Répartition des emplois par domaines d'activité
|                             | Agriculture | Industrie | Construction | Tertiaire | dont Commerce | dont Services |
| --------------------------- | ----------- | --------- | ------------ | --------- | ------------- | ------------- |
| Le Vésinet                  | 0,3 %       | 3,5 %     | 3,4 %        | 92,7 %    | 7,9 %         | 31,9 %        |
| Moyenne nationale           | 3,5 %       | 15,2 %    | 6,4 %        | 74,8 %    | 13,3 %        | 20,9 %        |
| Sources des données : INSEE |             |           |              |           |               |               |

Répartition des emplois par catégories socioprofessionnelles
|                             | Agriculteurs | Artisans, commerçants, chefs d'entreprise | Cadres, professions intellectuelles | Professions intermédiaires | Employés | Ouvriers |
| --------------------------- | ------------ | ----------------------------------------- | ----------------------------------- | -------------------------- | -------- | -------- |
| Le Vésinet                  | 0,0 %        | 6,9 %                                     | 19,1 %                              | 28,1 %                     | 36,8 %   | 9,1 %    |
| Moyenne nationale           | 2,2 %        | 6,0 %                                     | 15,4 %                              | 24,6 %                     | 28,7 %   | 23,2 %   |
| Sources des données : INSEE |              |                                           |                                     |                            |          |          |

La population active compte 7 130 personnes, soit un taux d'activité de 72,2 %. Parmi celles-ci, 6 549 ont un emploi, soit un taux d'emploi de 66,3 % et 581 sont en chômage, soit un taux de chômage de 8,2 %, très proche du taux national (8,3 %) mais un peu plus élevé que la moyenne départementale égale à 6,3 %. Les moins de 24 ans sont les plus touchés, avec un taux de chômage de 16,8 %. Parmi les personnes ayant un emploi, près des deux-tiers (63,6 %) travaillent dans un autre département francilien, seulement 17,4 % dans la commune et également 17,4 % dans une autre commune des Yvelines. Pour les déplacements domicile-travail, 43,2 % d'entre elles utilisent des véhicules automobiles et 43 % les transports en commun, ce dernier chiffre s'élevant à 60,7 % pour les personnes travaillant dans un autre département de la Région. Ces chiffres reflètent l'importance de la liaison directe assurée par la ligne A du RER entre Le Vésinet et les zones d'emploi de La Défense et de Paris.

## Culture locale et patrimoine

### Lieux et monuments

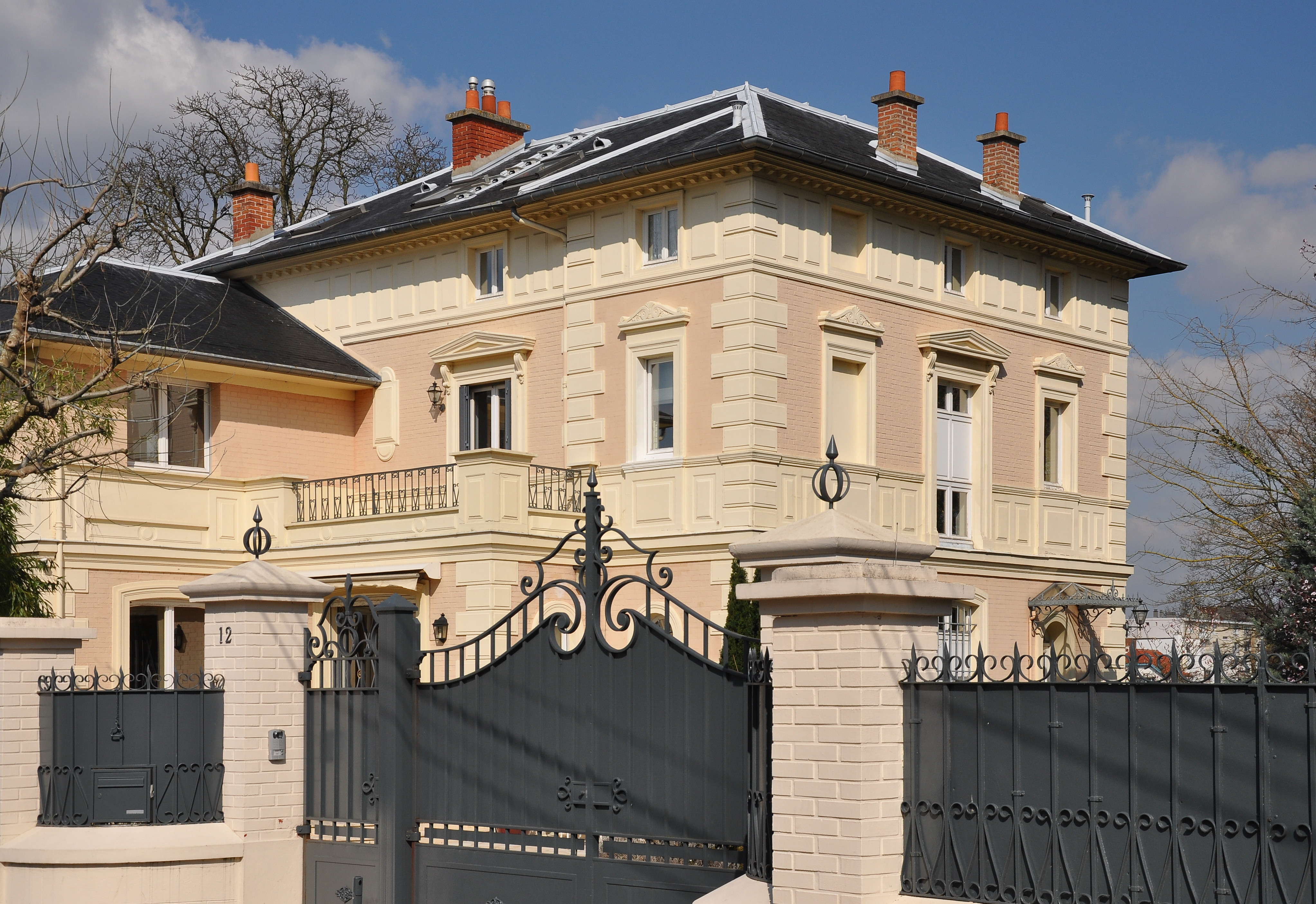
Villa Olivia bâtie par l'architecte Pierre-Joseph Olive au bord du Lac de la Station.

Le Vésinet comporte de nombreuses villas à l'architecture pittoresque et très diverse en styles (anglo-normand, néo-gothique, « romain »...) dès fin du XIXe siècle et début du XXe siècle.
Beaucoup d'entre elles sont répertoriées dans l'Inventaire général du patrimoine culturel d'Île-de-France par le ministère de la Culture.
Sont classés monuments historiques deux édifices et un lac :
- Wood Cottage (122, boulevard des États-Unis) : maison fabrique construite en 1864 par l'entrepreneur Tricotel[15] pour M. Taconnet. Ses façades présentent des modénatures en béton représentant des branches d'arbre. Inscrite à l'inventaire supplémentaire en 1993, cette maison est classée monument historique en 2000. Elle est léguée à la Ville en 2007 par Monique Suzanné, sa dernière propriétaire, pour être aménagée en musée ;
- l'église Sainte-Marguerite (place de l'Église) : c'est le premier bâtiment non industriel réalisé en béton en France. L'église est construite de 1862 à 1865 sur commande de la société Pallu par l'architecte Louis-Auguste Boileau, qui adopte un parti novateur, l'emploi d'une structure métallique accompagnée d'une maçonnerie de remplissage préfabriqué en béton selon le procédé Coignet, imitant la pierre, couverte par un système de pendentifs à nervures métalliques. Cette église est très critiquée lors de sa réalisation en raison de sa morphologie mais aussi du procédé Coignet qui fait débat. Les vitraux de la nef et du chœur, offerts par Alphonse Pallu et de généreux paroissiens, sont mis en place entre 1865 et 1904. En 1866, est érigée la paroisse du Vésinet par Napoléon III. En 1896, une sacristie est ajoutée dans l'axe du chœur ainsi que deux chapelles latérales reliées par un déambulatoire sur les plans de l'architecte Louis Gilbert. De 1901 à 1903, Maurice Denis décore les chapelles, qui sont entièrement restaurées en 2007-2008. En 1980, Emmanuel Chauche, maître-verrier et Vésigondin, restaure les vitraux et en pose trois nouveaux. En juillet 2009, un incendie en endommage gravement une partie, rendant indispensable une nouvelle restauration, poursuivie par celles du chœur et du déambulatoire (2012-2014). Inscrite à l'inventaire supplémentaire en 1978, elle est classée depuis avril 2016.
- le lac des Ibis est classé depuis 1934[15].

Trois édifices sont inscrits à l'inventaire supplémentaire des monuments historiques (ISMH) :
- la villa Berthe ou La Hublotière (72, route de Montesson) : construite en 1896, elle est l'une des rares réalisations d'habitation de l'architecte Hector Guimard, le créateur des entrées des bouches de métro parisiennes, inscrite en 1979 ;
- le Palais Rose du Vésinet[15] (12, rue Diderot) : villa construite sur le modèle du Grand Trianon de Versailles vers 1900 pour l'ingénieur Arthur Schweitzer ; celui-ci ne la conserva que deux ans car ruiné, il dut vendre le bâtiment au milliardaire Pârsî Ratanji Jamsetji Tata. À nouveau vendu, le palais est habité de 1908 à 1921 par le poète et esthète Robert de Montesquiou, qui le laissa à son dernier secrétaire Henri Pinard. Ce dernier le vendit en 1923 à Luisa Amann, marquise Luisa Casati, muse de nombre d'artistes de la première moitié du XXe siècle qui, ruinée, l'abandonna à ses créanciers en 1932. En 1912, Robert de Montesquiou avait acheté un terrain boisé contigu, où il fit dessiner un parc et dresser de nombreux vases et statues. Il y fit surtout construire une rotonde, baptisée Temple de l’Amour, abritant la vasque qui avait été la baignoire de marbre de l’appartement de Madame de Montespan à Versailles[90]. Le Palais Rose est inscrit depuis 1986 ;
- l'hôpital du Vésinet (72, avenue de la Princesse) : ancien asile impérial construit en 1859, inscrit en partie en 1998.

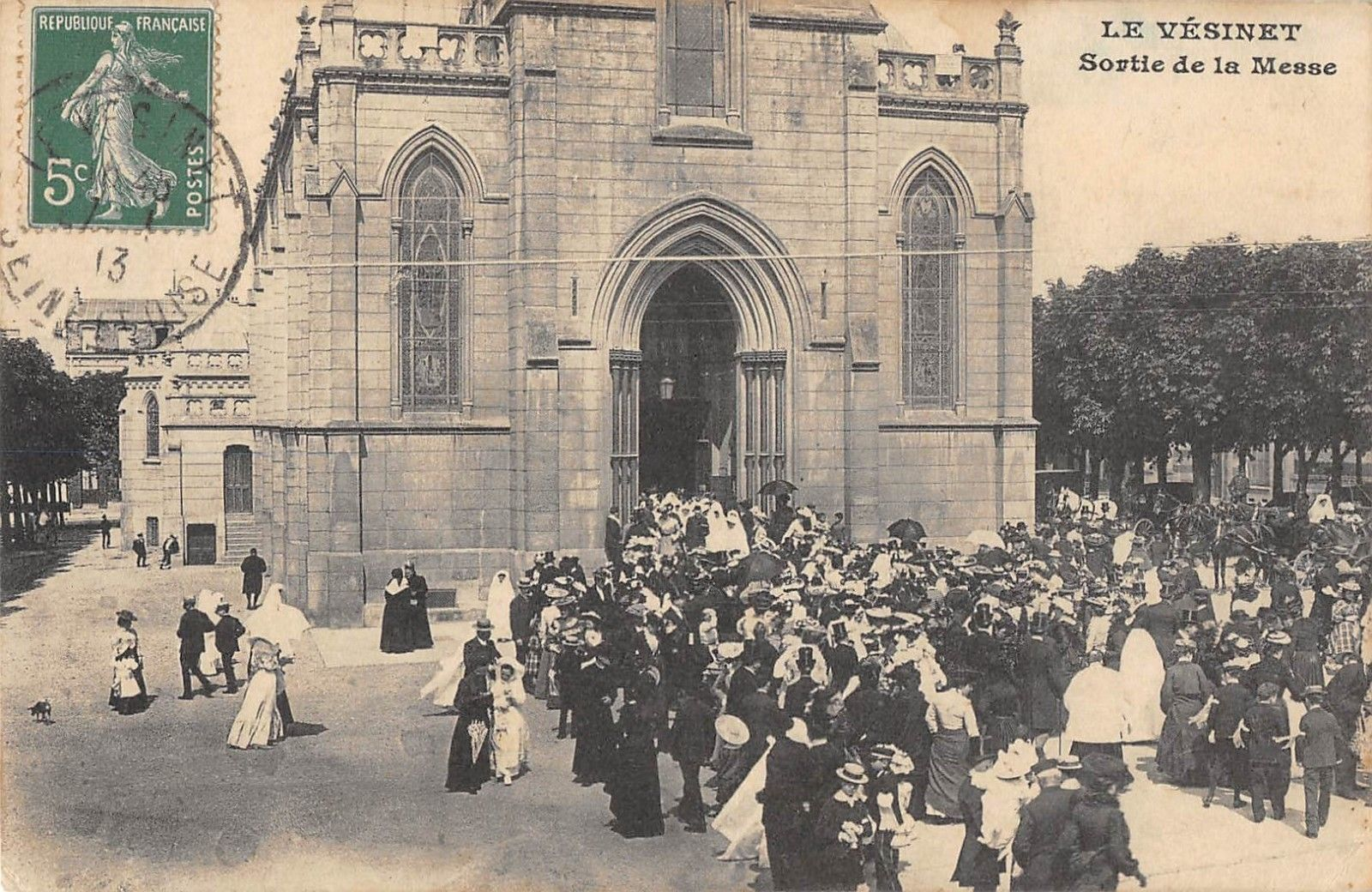
Sortie de messe en 1913 à Sainte-Marguerite.

On peut également signaler comme constructions remarquables :
- l'église Sainte-Pauline (55, boulevard d'Angleterre) : en 1905, après la séparation de l'Église et de l'État, une Vésigondine, Mme Chardon, offre à l'évêché de Versailles le terrain sur lequel sera bâtie l'église Sainte-Pauline. Celle-ci, construite grâce à la générosité de Mme Chardon et d'autres Vésigondins, est appelée Sainte-Pauline, en mémoire de sa fille unique morte en 1886. L'église est consacrée le 13 juillet 1913 par Mgr Gibier, évêque de Versailles. D'abord rattachée à Sainte-Marguerite, Sainte-Pauline est devenue paroisse le 15 janvier 1919 ;
- la villa « romaine » Olivia, au 12 avenue Rembrandt, due à Pierre-Joseph Olive ;
- le temple protestant du Vésinet, dont la paroisse réformée est membre de Église protestante unie de France, inauguré en 1880 ;
- au centre du rond-point du cerf se trouve une sculpture Le cerf d’Europe en fonte de fer de Pierre Louis Rouillard ;

La ville du Vésinet est classée au Conseil national des Villes et Villages Fleuris. La ville présente un cadre paysager né des travaux du comte Paul de Lavenne de Choulot, paysagiste français, réalisés à partir de 1830.

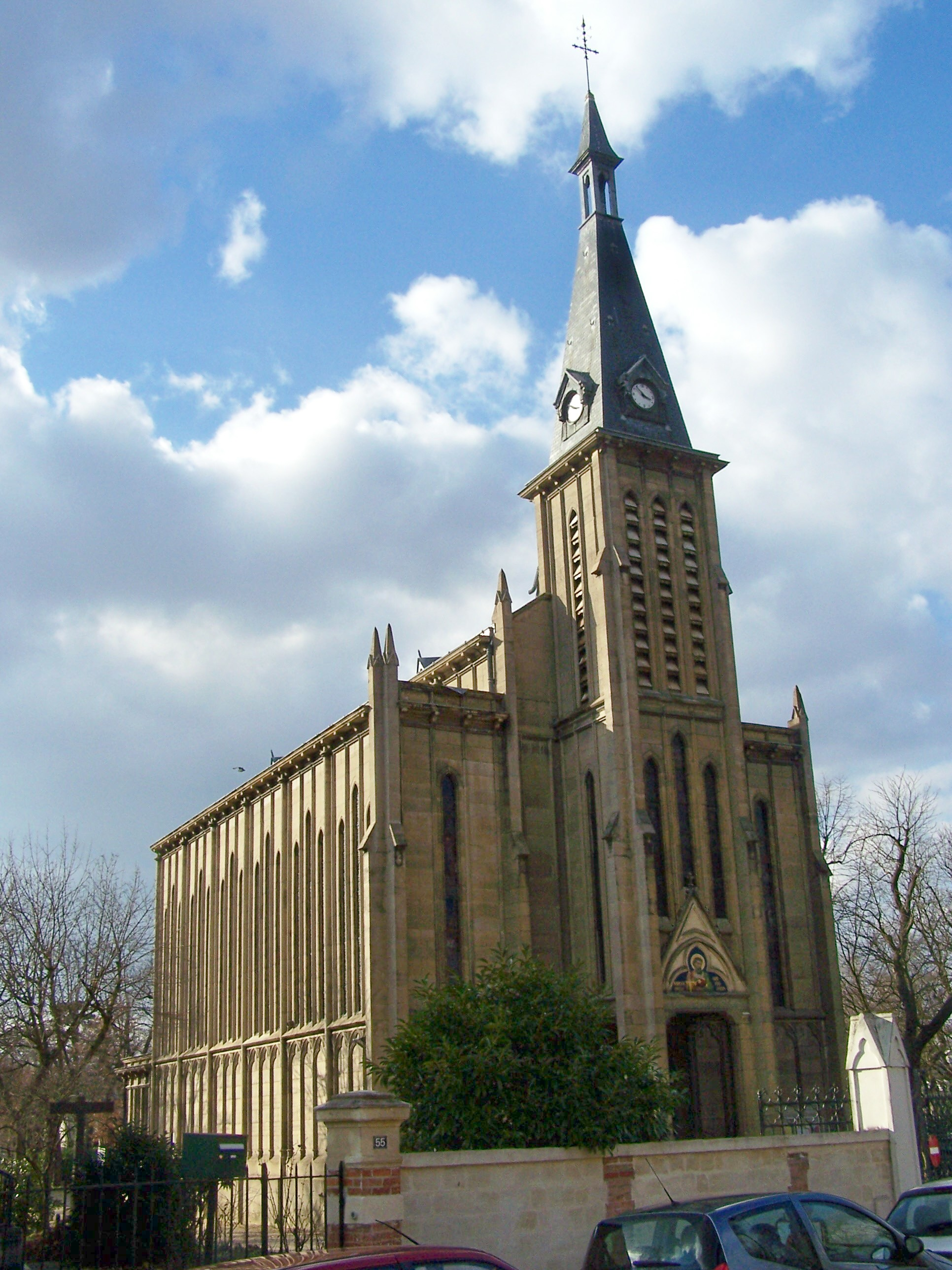
L'église Sainte-Pauline.
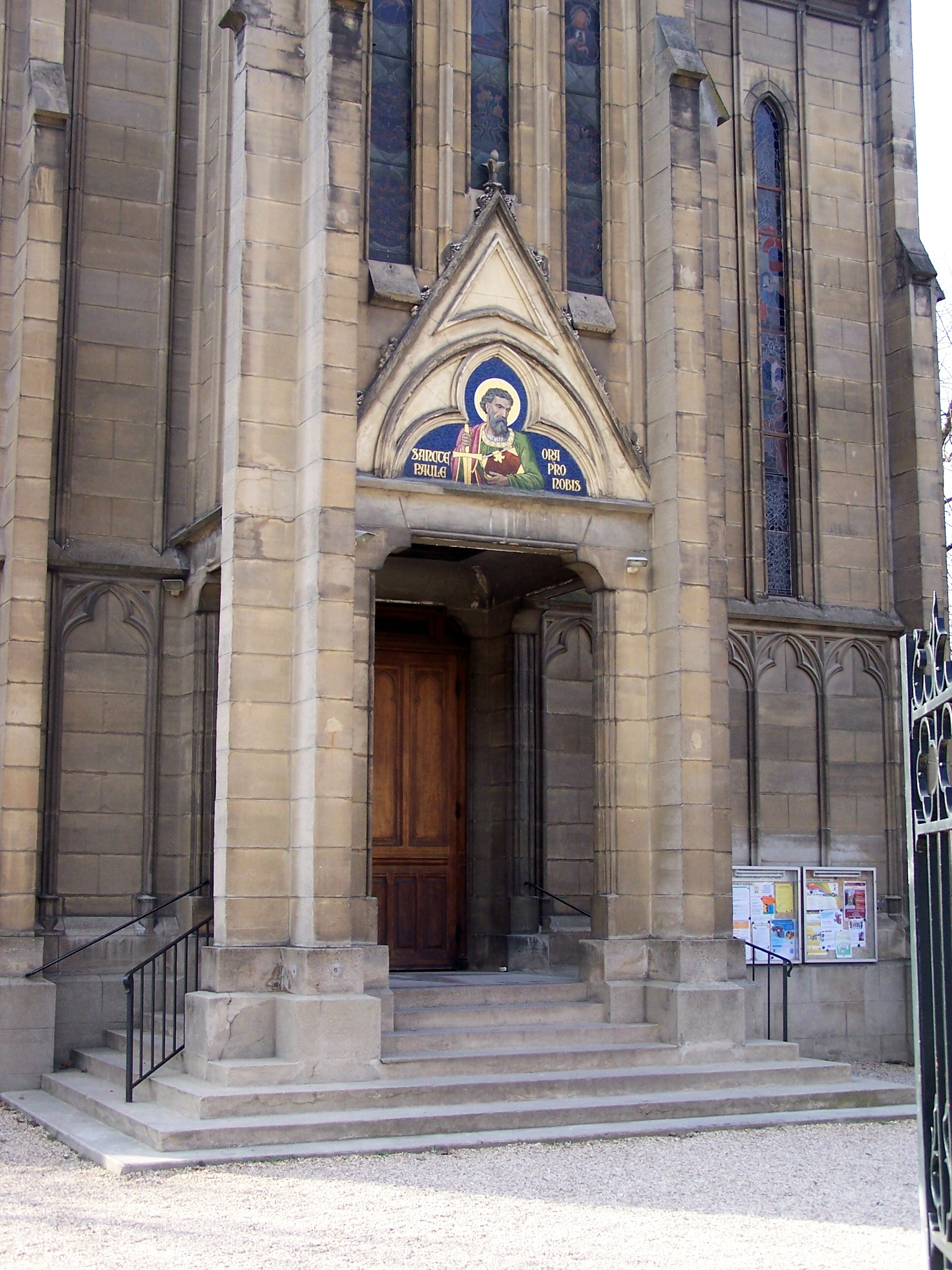
Porche de l'église Sainte-Pauline.
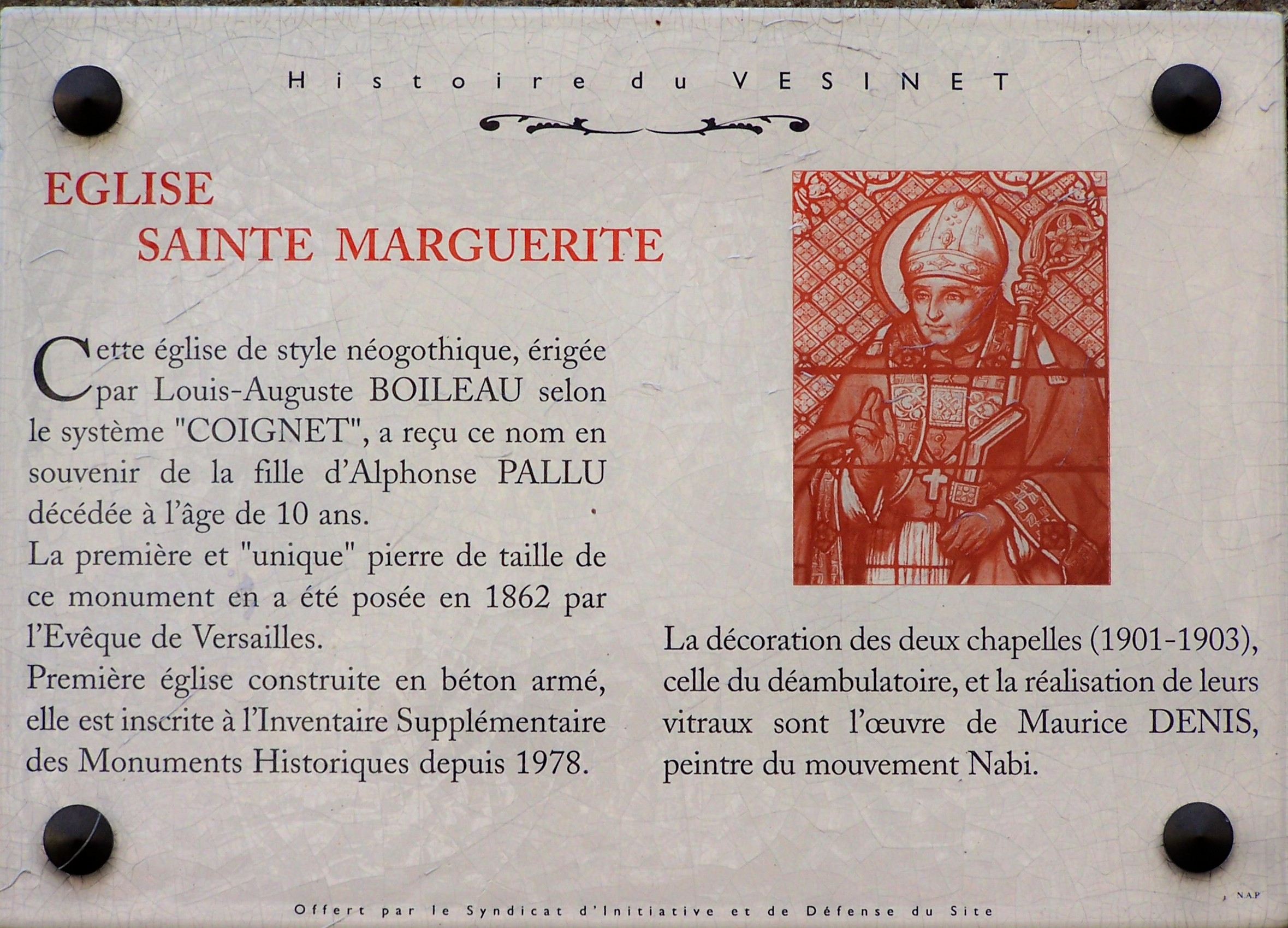
Panneau d'information sur l'église Sainte-Marguerite.
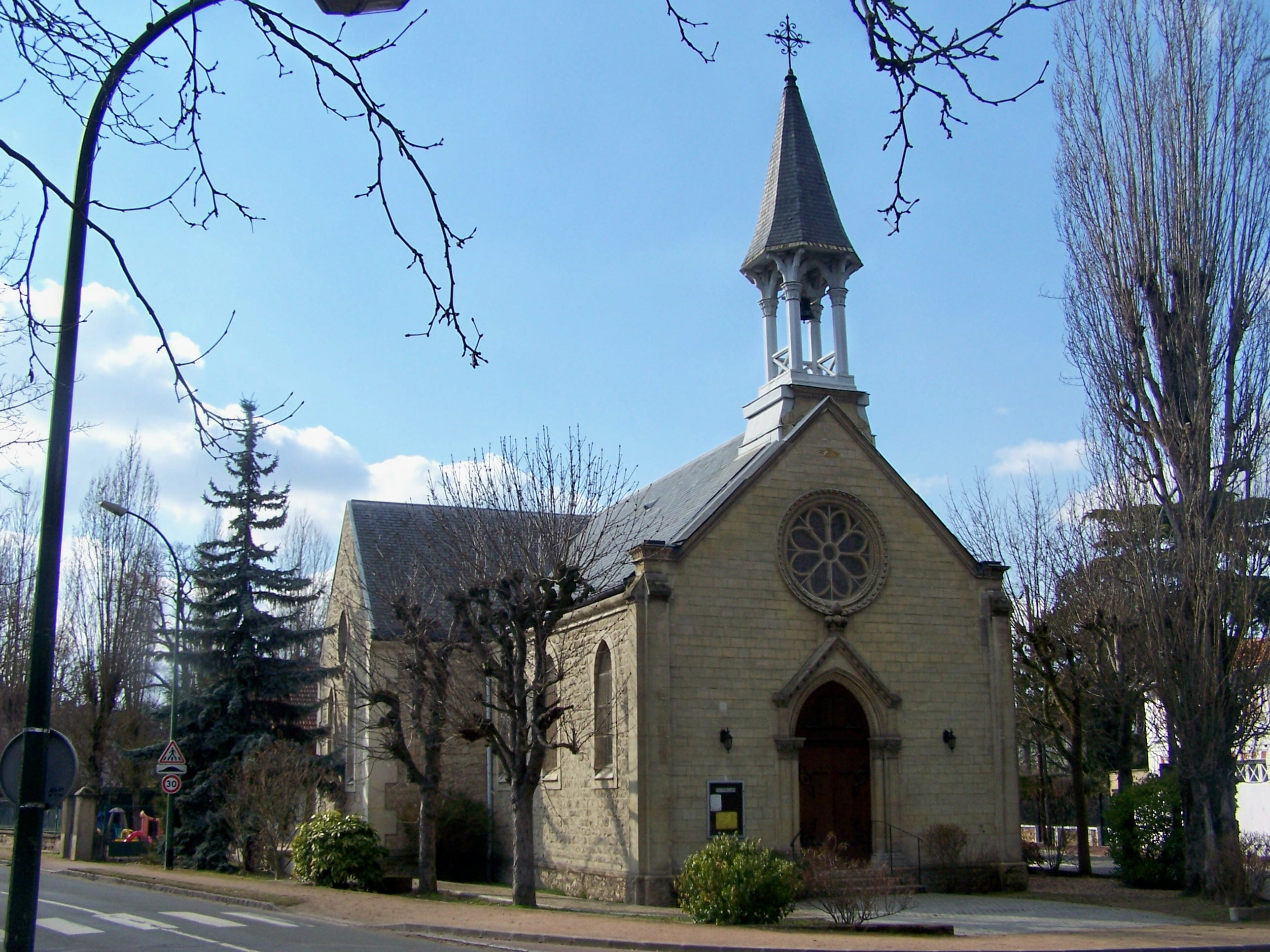
Temple protestant du Vésinet.
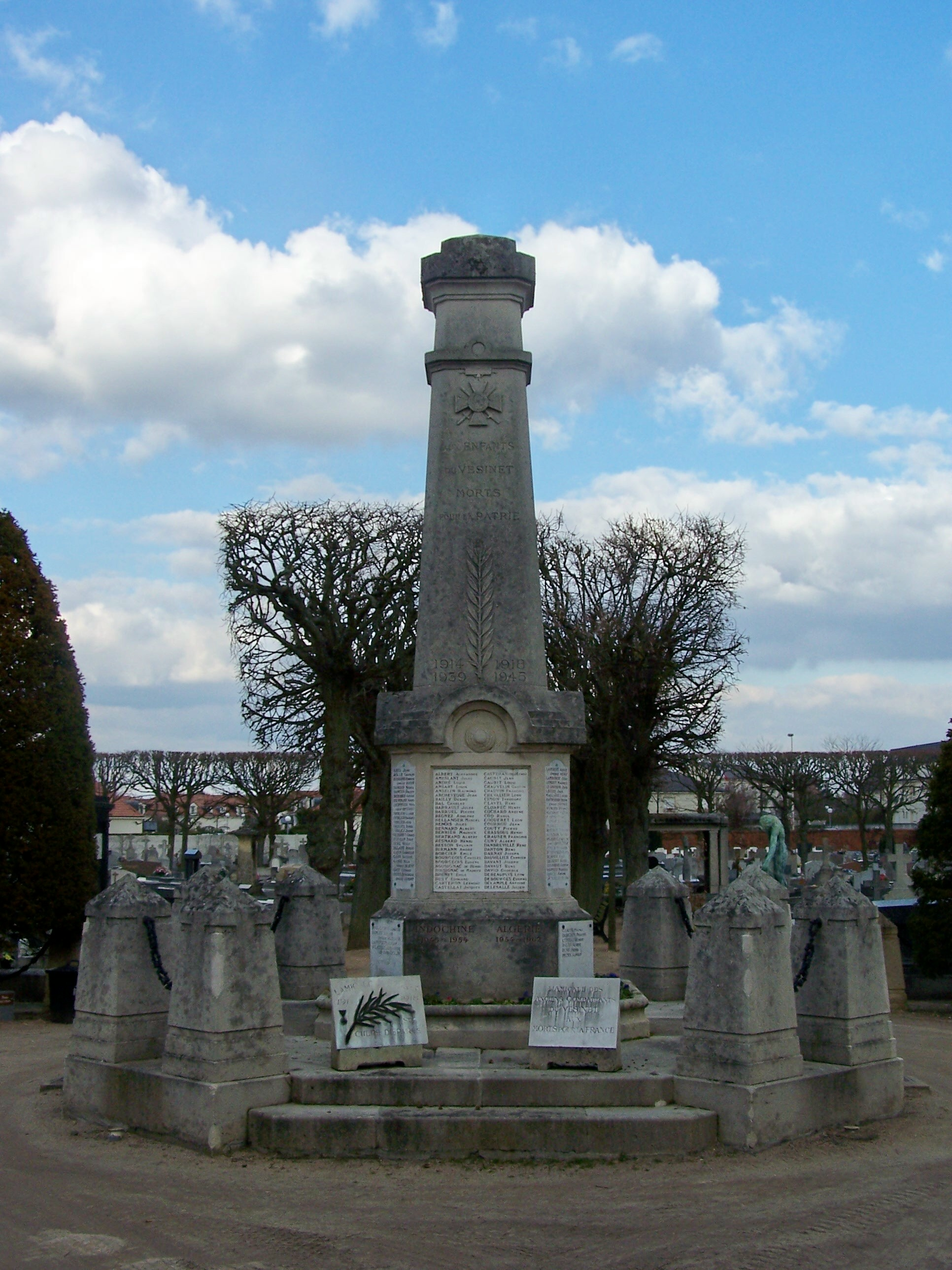
Monument aux morts au cimetière.

### Personnalités liées à la commune

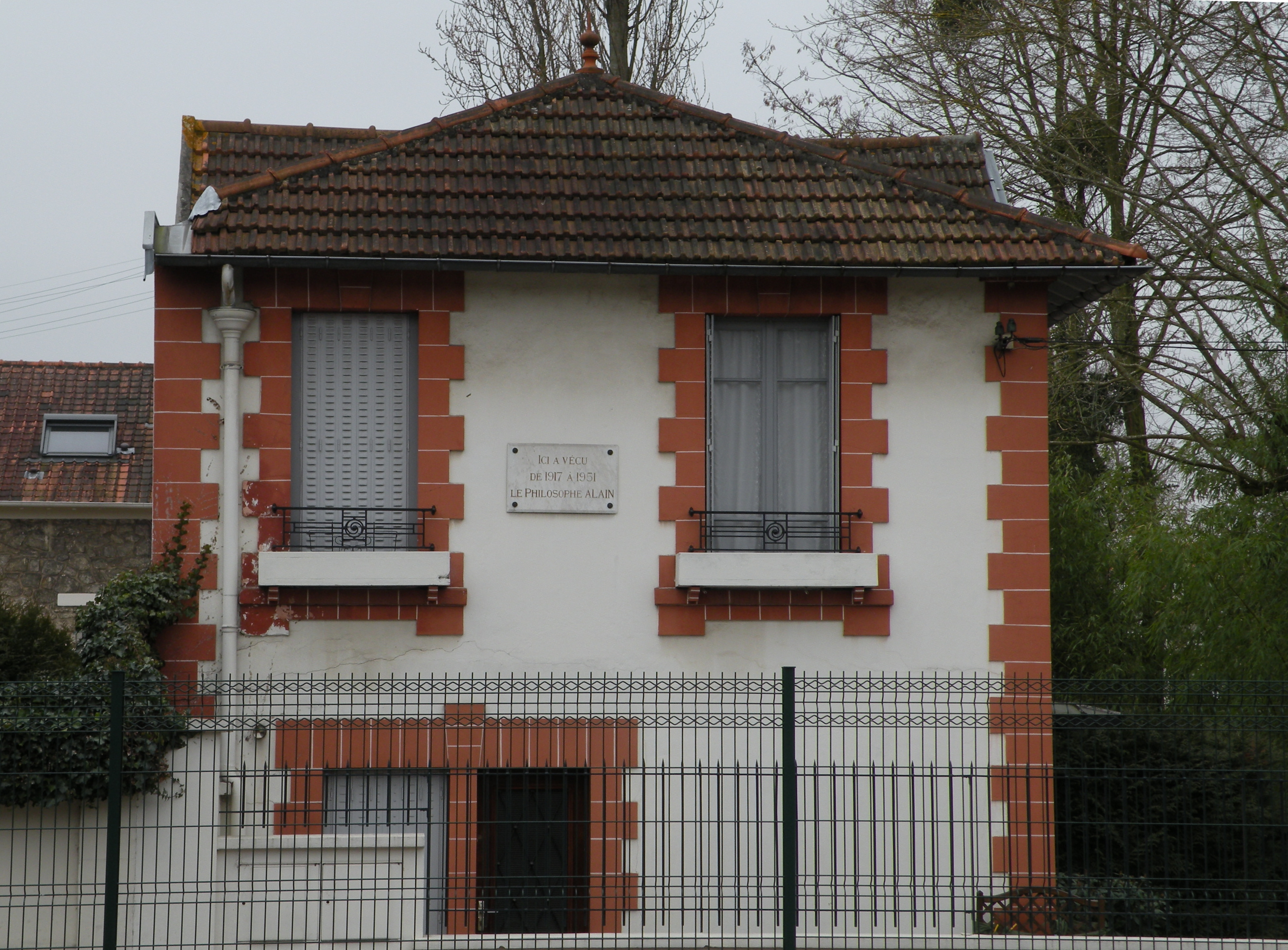
La maison du Vésinet où vécut le philosophe Alain de 1917 à 1951, au 75, rue Maurice-Berteaux.

- Alain (1868-1951), écrivain et philosophe, a vécu au Vésinet jusqu'à sa mort au 75 rue Maurice-Berteaux dans une villa achetée en 1917 et nommée « La maisonnette ». Une plaque commémorative, visible de la rue, est apposée sur la façade. Le lycée situé sur la commune porte son nom.
- Guillaume Apollinaire (1880-1918), poète, a vécu son enfance au Vésinet avec sa mère et son frère Albert, au 8 boulevard Carnot (démolie).
- Robert Aron (1898-1975), écrivain et académicien français, est né au Vésinet au 55 avenue Georges-Clemenceau (à l'époque avenue Centrale).
- Joséphine Baker (1906-1975), chanteuse, danseuse et meneuse de revues, a vécu de 1929 à 1947 dans la villa « Le Beau-Chêne »[91] au 52 avenue Georges-Clemenceau.
- Jean-Louis Barrault (1910-1994), acteur, metteur en scène et directeur de théâtre, naît au Vésinet le 8 septembre 1910 au 11 rue de l'Église où son père tenait une pharmacie.
- André Beaunier (1869-1925), écrivain et critique littéraire, a vécu avenue de la Prise-d'Eau dans les années 1920.
- Emmanuel Berl (1892-1976), journaliste, est né au Vésinet.
- Roland Berthon (1909-1990), artiste peintre, est né au Vésinet.
- Walerian Borowczyk (1923-2006), cinéaste, plasticien et écrivain a vécu au Vésinet, 8 avenue du Belloy, durant une trentaine d'années jusqu'à la fin de sa vie.
- Antoine Bourdelle (1861-1929) est un sculpteur français. En 1929, il est malade. Son ami fondeur, Eugène Rudier, l'invite à passer l'été au Vésinet[92] au 18 route des Bouleaux. Le sculpteur y meurt en octobre et est enterré au cimetière du Montparnasse.
- Philippe Bouvard (1929-), journaliste et animateur de radio, a résidé durant une trentaine d'années au 82 route de Montesson.
- Yaël Braun-Pivet (1970-), femme d'État, députée depuis 2017 et présidente de l'Assemblée nationale depuis 2022, vit au Vésinet dont elle est conseillère municipale depuis 2020.
- Julien Carette (1897-1966), acteur prolifique, a vécu au Vésinet jusqu'à son décès au 13 avenue du Grand-Veneur.
- Luisa Casati (1881-1957), muse et mécène d'un grand nombre d'artistes du début du XXe siècle, a vécu de 1924 à 1932 au Palais rose, 12 rue Diderot.
- Cécile Chaminade (1857-1944), pianiste et compositrice, soutenue par Georges Bizet, vécut au 39 boulevard du Midi (aujourd'hui 41 boulevard du Président-Roosevelt) de 1865 à 1925. Elle fut la première musicienne à être promue chevalier de la Légion d'honneur.
- François Ceyrac (1912-2010), industriel, président de l'Union des Industries Métallurgiques et Minières (UIMM) puis du Conseil national du patronat français (CNPF), a occupé à partir de 1959, une villa 11 boulevard de Belgique, construite pour Jeanne Lanvin par l'architecte Robert Fournez.
- Charles de Gaulle (1890-1970) installa son quartier général en mai 1940 à « la Gouvrière », 34 boulevard Carnot.
- Robert de Montesquiou (1855-1921), écrivain et dandy, fut propriétaire du Palais Rose, 12 allée Diderot, et y habita de 1908 à 1921
- Maurice de Vlaminck (1876-1958) a passé son enfance au Vésinet à partir de 1879.
- Claude Darget (1910-1992) - Christian Savarit de son nom de naissance - journaliste de télévision, résidait au début des années 1960 au 1 boulevard de la République (2 boulevard Carnot), villa Les Chênes.
- Marcel Delannoy (1898-1962), compositeur, a vécu au Vésinet, au 36 rue Alphonse-Pallu, de la fin des années vingt à 1940[93].
- Sylvine Delannoy (1929-1993), actrice française et fille de Marcel Delannoy, est née au Vésinet.
- Arthur Dénouveaux, essayiste et écrivain, chevalier de l'ordre national du Mérite. Président de l'association de victimes des attentats du 13 novembre 2015, Life for Paris et rescapé de ces mêmes attentats.
- Bianca Donadio (1848-1911), soprane française née Fanny Dieudonné, a vécu au 11 rue Thiers, de 1878 à sa mort.
- Jacques Duboin (1878-1976), député, sous-secrétaire d'État au Trésor, économiste, écrivain et journaliste, vécut au 88 boulevard Carnot[93].
- Patrick Font (1940-2018), humoriste et chansonnier français ancien membre de l'équipe de Laurent Ruquier.
- Fernand Fournier-Aubry dit Don Fernando (1901-1972), aventurier. Sa famille était originaire du Vésinet[93],[94].
- Louis Gilbert (1831-1904), architecte de la mairie en 1877, il réalise de nombreuses villas cossues au Vésinet.
- Georges Gimel (1898-1962) artiste expressionniste français[93] habitait avec son épouse, Madeleine Louise Jeannest, au 16 avenue du Grand-Veneur.
- Jean Gorin (1899-1981), peintre et sculpteur néo-plasticien, a résidé 8 rue Thiers à partir de 1934.
- Marcel Gottlieb dit Gotlib (1934-2016), dessinateur et scénariste de bande dessinée, a vécu des années 1970 à son décès dans la maison qu'il avait fait construire au 2 rue du Petit-Montesson, au quartier des Charmettes[95],[93],[96].
- Julien Green (1900-1998), écrivain américain de langue française, a vécu au Vésinet dans la grande maison « villa du Lac », 1 avenue Scribe, que ses parents avaient louée de début 1913 à septembre 1915[93].
- Léon Groc (1882-1956), journaliste et écrivain, a vécu au Vésinet[93], de 1930 à 1938 au 23 allée de la Meute et de 1938 à 1941 au 43 avenue Corot.
- Brice Guyart (né en 1981) et Astrid Guyart (née en 1983), frère et soeur, champions olympiques d'escrime, ont été formés à ce sport à l'Union sportive du Vésinet (USV), par Maître Gérard Rousseau (1950-2009)
- Alain Jonemann (1919-1998) homme politique français, maire du Vésinet (Yvelines) de 1965 à 1995. Il a exercé des mandats dans les Yvelines et dans les organismes représentatifs des transports.
- Madeleine Louise Jeannest (1892-1957), dessinatrice de mode et haute-couture Parisienne, épouse de Georges Gimel, artiste expressionniste français.
- Jeanne Lanvin (1867-1946), créatrice de mode et de parfums, vécut plusieurs années au Vésinet dans sa villa, « les Vieilles Tuiles », au 8 boulevard de Belgique. Elle est enterrée dans le cimetière communal[93],[97].
- Jean Lattès (1917-1996), photographe, habita Le Vésinet de 1955 à 1996 au 49 ter avenue de la Princesse.
- Auguste Le Breton (1913-1999), écrivain, a vécu ses dernières années au Vésinet, au 12 rue Pasteur. Il est enterré dans le cimetière communal.
- Lucien Lévy-Dhurmer (1865-1953), peintre pastelliste et céramiste, est mort au Vésinet au 9 avenue des Pages.
- Francis Lopez (1916-1995), compositeur d'opérettes, habita au Vésinet de 1948 à 1950 dans une villa située dans l'île-du-Rêve (lac Inférieur) détruite par un incendie en 1991.
- Paul-Louis (1872-1955), homme politique et journaliste socialiste est mort au Vésinet le 10 juillet 1955.
- Jean-Marie Louvel (1900-1970), industriel, homme politique, maire du Vésinet de 1945 à 1953. Il résidait au 74 boulevard de Belgique.
- Brigitte Lozerec'h (1945), écrivain, y a vécu de 1950 à 1960.
- Jean Marais (1913-1998), acteur de cinéma, vécut une partie de son enfance au Vésinet, boulevard de Belgique, actuellement au n° 90[98], où il fut élevé avec son frère par leur mère, leur tante et leur grand-mère. Il fréquenta l'école Saint-Charles[99]. Le cinéma du Vésinet porte son nom.
- Luis Mariano (1914-1970), chanteur d'opérettes, habita dans la villa « Magreluma » située au 86 boulevard Carnot, devenue « Les Lionceaux ».
- Alphonse Péphau (1837-1921), ami de Léon Gambetta, directeur de l'hospice national des Quinze-Vingts, fondateur de la Société d'assistance pour les aveugles, reconnue d'utilité publique en 1886, habita au 14 rue des Chênes, où il est mort[100].
- Anne Marie Peysson (1935-2015), journaliste et présentatrice de télévision, habita de nombreuses années 27 avenue des Pages.
- Ruddy Pomarede (1978), acteur, réalisateur et scénariste des web-séries Damned et Flander's Company, est professeur de physique-chimie au collège du Cèdre.
- Charles Rigoulot (1903-1962), haltérophile et coureur automobile français, est né au Vésinet au 63 boulevard Carnot où son père tenait une boucherie. Mort d'un cancer le 22 août 1962 à Paris, il est inhumé à Saint-Mandé.
- Albert Robida (1848-1926) dessinateur, lithographe, aquafortiste, caricaturiste et romancier, fait construire une villa au 15 route de la Plaine. Il la quitte après la Première Guerre mondiale. Il a été conseiller municipal du Vésinet de 1900 à 1908.
- Robert Rodrigue (1900-1982), peintre affichiste, vit la plus grande partie de sa vie au Vésinet.
- Eugène Rudier (1855-1952), fondeur, s'installe au Vésinet en 1918, au 18 rue des Bouleaux puis au 84-86 rue Georges Clemenceau. Il meurt le 18 juin 1952 à Malakoff. Il est inhumé au cimetière du Vésinet. Une sculpture de Rodin, La Grande Ombre, décore sa tombe.
- Pierre Satre (1909-1980), ingénieur aéronautique, « père » de la Caravelle, habita au 2 allée du Lac-Supérieur. Mort le 12 juillet 1980 à Saint-Germain-en-Laye, il est inhumé au cimetière du Vésinet[101].
- Jean Séphériades (1922-2001), champion de France d'aviron (de 1942 à 1946) habitait au 46 bis route de Croissy.
- Jean Schiffer (1891-1965), ancien combattant de la guerre 14-18, grand officier de la Légion d'honneur, secrétaire général du syndicat d'initiative au début des années 1930, auteur d'un ouvrage sur l'aménagement du Vésinet (1932), conseiller municipal (1941-1945). Il habita au 77 route de Croissy de 1931 à 1960[102].
- Lilian Silburn (1908-1993), indianiste, directrice de recherches au CNRS et spécialiste du shivaïsme du Cachemire[103].
- Jeanne Thil (1887-1968), artiste-peintre française, a vécu et est morte au Vésinet, 29 avenue des Pages.
- Maurice Utrillo (1883-1955), artiste-peintre, a vécu au Vésinet avec sa femme peintre Lucie Pauwels dite Lucie Valore une vingtaine d'années jusqu'à sa mort en 1955, tout d'abord au 27 route de la Plaine jusqu’en 1936 puis au 18 route des Bouleaux (villa La Bonne Lucie).
- Pierre-Jean Vaillard (1918-1988), humoriste et chansonnier, a vécu au 31 route de Montesson et est mort à Paris.
- Iannis Xenakis (1922-2001), compositeur, architecte et ingénieur civil, a séjourné au Vésinet dans la villa « Les Vertes Feuilles » au 35 avenue de la Princesse, maison que les éditions Salabert mettaient à la disposition des artistes pour leur permettre de travailler au calme.

### Héraldique
| Blason de Le Vésinet | Blason  | De gueules au cor de chasse d'or, contourné et virolé d'argent, au chef cousu d'azur, chargé d'une marguerite d'argent, boutonnée d'or, tigée et feuillée de sinople, accostée de deux feuilles de chêne d'or en bande et en barre. |
| Blason de Le Vésinet | Détails | Les armoiries ont été dessinées par Eugène Bénard, deuxième secrétaire de mairie du Vésinet, et définitivement officialisées en 1898. Il n'y a plus de devise associée aux armoiries,. Elles font apparaître un cor, rappelant la légende du cor de Roland à Roncevaux, associée à la forêt du Vésinet où Ganelon aurait préparé sa trahison. Le cor serait également associé aux parties de chasse que faisaient les rois dans la forêt du Vésinet. La guirlande de feuille de chêne entourant l'écu symbolise l'ancienne forêt,. La marguerite, hommage à sainte Marguerite, patronne du Vésinet, choisie par le fondateur Alphonse Pallu,. Pour finir, la couronne rappelle l'appartenance de la forêt au domaine royal durant de nombreux siècles. Le statut officiel du blason reste à déterminer. |

### Le Vésinet dans les arts et la culture
Le Vésinet est le cadre de l'intrigue du film Hibernatus (1969) d'Édouard Molinaro. Mais le tournage a eu lieu en fait à Versailles dans le parc de Glatigny, dont les rues ressemblent au Vésinet, et à Paris au hameau Boileau,.
Un pavillon du Vésinet, près du lac de Croissy, a servi d'extérieur à la maison de Lady Hodwin, l'un des personnages de la série française de 1965, Belphégor ou le Fantôme du Louvre, réalisée par Claude Barma.
Le Vézinet (avec un Z) est aussi la commune où est censée résider l’héroïne de la série télévisée Maguy (1985-1993).
Dans la saison 4 de la série Les Brigades du tigre, l'épisode 2 intitulé « Les demoiselles du Vésinet » se déroule dans la ville à la Belle Époque. Deux femmes âgées (« vieilles gamines » selon un auxiliaire de police au commissaire Faivre) séquestrent dans leur pavillon du Vésinet des parlementaires français dans le but d'obtenir le droit de vote des femmes.